# 조지 W. 부시의 대통령직 인수
2000년 미국 대통령 선거 이후 조지 W. 부시의 대통령직 인수가 이루어졌다. 부시가 2000년 12월 12일 선거 승자로 선언된 후 시작되었는데, 이는 미국 연방 대법원의 부시 대 고어 사건 판결로 플로리다주 재검표가 중단되어 부시가 해당 주에서 승리자로 확정되었기 때문이다. 이 결정으로 부시는 플로리다주의 미국 선거인단 25표를 얻어 총 271표를 확보했다. 이는 대통령직 승리에 필요한 270표보다 1표 더 많은 수치로, 부시를 대통령 당선인으로 만들었다.
재검표 노력과 부시와 그의 대선 상대 앨 고어 간의 소송으로 인해 선거 결과가 2000년 12월 12일까지 불확실했기 때문에, 부시의 공식 인수 기간은 39일로 단축되었다. 인수위원회는 부통령 당선인 딕 체니가 의장을 맡았다.
부시의 승리는 2001년 1월 6일 의회 합동 회의에서 선거인단 개표가 공식적으로 인증되면서 확정되었다. 인수는 부시가 취임한 2001년 1월 20일에 종료되었다. 이는 2000년 대통령직 인수법(Presidential Transition Act of 2000) 통과 후 처음으로 이루어진 대통령직 인수였다.

## 공식 인수 기간의 단축된 성격
부시와 그의 대선 상대인 앨 고어 간의 재검표 노력과 소송으로 인해 선거가 2000년 12월 12일까지 미결정 상태로 남으면서, 부시의 공식 인수 기간은 단 39일로 단축되었다. 미국 역사상 선거 분쟁으로 인해 개인이 대통령 당선인이 되는 것이 지연된 마지막 사례는 1876년 미국 대통령 선거 이후로, 당시 러더퍼드 B. 헤이스는 선거 위원회의 결정 이후에야 대통령 당선인이 될 수 있었다.
공식 인수 기간이 단축되면서 부시 팀은 준비 시간이 줄어들었다.
단축된 인수 기간은 부시가 공직 임명을 신속하게 처리하는 능력에도 잠재적인 영향을 미치는 것으로 여겨졌다. 단축된 인수 기간은 부시가 대통령으로 취임하기 전에 많은 잠재적 임명자들에 대한 필수 FBI 신원 조사가 수행될 수 있는 기간이 5주밖에 없다는 것을 의미했다. 이처럼 짧은 인수 기간에도 불구하고, 부시는 대통령으로서 첫 해에 다른 현대 대통령들이 같은 기간 동안 임명했던 것보다 더 많은 사람들을 임명했다. 9/11 위원회 보고서는 단축된 인수 기간이 9·11 테러 당시 많은 국가 안보 직책을 미충원 상태로 남겨두었으며, 부시의 인수와 같이 느린 인수는 국가 안보를 위협할 수 있다고 주장했다.

## 인수팀
| 직책                | 담당자                 | 공개적으로 직책에 지명된 날짜 | 이전 경력                                       |
| ------------------- | ---------------------- | ----------------------------- | ----------------------------------------------- |
| 위원장              | 딕 체니                | 2000년 11월 26일              | 부시의 부통령 러닝메이트; 전 미국의 국방부 장관 |
| 총괄 이사           | 클레이 존슨 3세        | 2000년 11월 27일              | 1999년 6월부터 조지 W. 부시의 주지사 비서실장   |
| 대변인              | 아리 플라이셔          | 2000년 11월 27일              | 1999년 11월부터 부시 캠페인의 대변인            |
| 부대변인            | 줄리아나 글러버 바이스 | 2000년 11월 27일              | 선거 운동 중 딕 체니의 공보 비서                |
| 법률 고문           | 마이클 E. 토너         | 2000년 11월 29일              | 1999년 3월부터 부시 캠페인의 법률 고문          |
| 의회 관계 담당 이사 | 데이비드 그리븐        | 2000년 11월 29일              | 할리버튼의 기업 업무 담당 부사장                |

부시 인수팀은 또한 12월 15일 조슈아 볼튼, 게리 에드슨, 존 브리지랜드와 같은 인사를 포함하는 정책 조정 그룹을 발표했다. 같은 날, 빌 팩슨이 의장을 맡고 마리아 시노가 총괄 이사를 맡는 자문팀도 발표했다.
프레드 F. 필딩은 잠재적 임명자들에 대한 인수팀의 심사 및 승인 과정을 총괄했다.
인수팀에는 또한 승인 고문, 확인 팀, 그리고 다양한 조정자 직책이 있었다.

## 선거 전 활동
부시의 잠재적인 대통령직 인수를 위한 일부 계획은 1999년 봄부터 시작되었다. 클레이 존슨 3세의 나중 회상에 따르면, 부시는 1999년 6월에 그에게 잠재적인 대통령직 인수를 위한 계획을 준비하는 것을 도와달라고 요청했다. 존슨은 동의했고, 부시의 선거 전 인수 계획을 이끌게 되었다. 잠재적인 인수를 위한 공식 계획은 2000년 8월에 시작되었다. 선거 전 계획 노력 전반에 걸쳐, 존슨은 부시와 가끔 회의를 가졌다. 존슨이 선거 전 계획을 계속 총괄했지만, 공화당 전당대회 직후, 부시의 러닝메이트인 딕 체니가 만약 당선된다면 선거 후 인수 위원장이 될 것이라고 결정되었다. 존슨이 감독한 작업은 거의 전적으로 대중의 눈에 띄지 않게 이루어졌으며, 선거 당일 직전까지 선거 전 인수 작업에 대한 언론 보도는 거의 없었다.
존슨은 1999년에 설립된 비당파적인 "화이트 하우스 인수 프로젝트" 그룹의 수장인 마사 조인트 쿠마르와 소통했는데, 이 그룹은 대통령직 인수를 연구하고 있었다. 존슨은 나중에 그들의 연구에서 유용한 통찰력을 얻었다고 말했으며, 부시 또한 그들이 그의 인수 노력을 도왔다고 인정했다.
선거 2주 전 부시가 비공개적으로 결정한 사항은 당선될 경우 앤드루 카드를 그의 백악관 비서실장으로 지명하겠다는 것이었다. 이 결정은 이 역할에 대한 인물을 조기에 확보하는 것이 유익할 것이라는 존슨의 믿음 때문에 일찍 내려졌다.

## 선거일 직후 활동
선거는 11월 7일에 치러졌지만 플로리다의 미확정 결과로 인해 승자가 불확실했다.
부시는 선거 결과가 아직 공식적으로 결정되지 않은 상태에서 인수 노력을 진행했다. 부시와는 대조적으로, 앨 고어는 선거일 후 한동안 그의 인수팀 운영을 중단했다. 딕 체니는 매클린, 버지니아에 소유한 개인 거주지에서 일부 인수 작업을 수행했다.
선거 후 재검표 및 소송 기간 동안, 잠재적인 대통령 및 부통령으로서 부시와 체니는 선거 전에 이미 받고 있던 미국 비밀경호국의 보호를 계속 유지했으며, 고어의 부통령 러닝메이트인 조 리버먼도 마찬가지였다 (고어는 현직 부통령으로서 당시 대통령 선거 결과와 상관없이 비밀경호국의 보호를 받을 자격이 있었다).
고어는 인수 노력을 중단하고 플로리다 재검표 문제 해결에 팀의 노력을 집중했다. 반대로 부시는 플로리다에서 팀의 운영에 개인적으로 거의 관여하지 않고, 대신 인수 계획 업무와 텍사스 주지사로서의 업무에 집중했다.
부시는 플로리다주 국무장관 캐서린 해리스가 11월 26일 주 결과를 인증한 후 (이 행위는 선거 결과를 확정하지 못했는데, 고어가 나중에 부시 대 고어 사건으로 발전할 고어 대 해리스 소송을 제기했기 때문이다) 대통령 당선인과 유사한 방식으로 인수를 진행하기 시작했다. 인수 노력을 공개적으로 진행하는 것은 부분적으로 부시 팀의 전략 중 하나로, 앨 고어가 플로리다 선거 결과에 이의를 제기하는 것에 대한 여론을 돌리고, 고어에게 법적 도전을 포기하도록 압력을 가하는 것이었다. 부시는 자신의 승리가 임박했다는 인식을 심어주고 싶어 했으며, 그의 국가 안보 팀에 대한 정보를 흘리고, 언론 카메라가 그의 인수 회의에 접근할 수 있도록 허용했다. 부시는 특히 민주당원들로부터 선거 결과가 공식적으로 결정되기 전에 이처럼 전면적인 인수를 진행한 것에 대해 비판을 받았다. 그러나 많은 민주당원들은 부시가 당선될 경우 취임할 준비를 하기 위해 인수를 계획하는 것이 필수적이라고 인정했다. 부시는 많은 잠재적 임명자들과 회의를 가졌다. 부시는 이 회의 중 일부를 텍사스주에 있는 자신의 목장에서 가졌다.
11월 26일, 부시는 딕 체니가 공식적으로 인수 작업을 총괄할 것이라고 발표했다. 체니는 그 달 초 심장마비를 겪었음에도 불구하고 이 업무를 맡았다. 이 무렵 부시가 체니에게 잠재적인 부시 행정부의 구성과 관리 스타일을 결정할 상당한 권한을 위임했다는 보도가 나왔다. 부통령 러닝메이트가 인수팀을 이끌도록 한 것은 이례적인 움직임으로, 궁극적으로 체니가 부시 대통령 재임 기간 동안 정책 결정에서 중심적인 역할을 할 것을 예고했다. 체니는 자신과 기존 관계를 맺고 있던 인사들과 그가 미국의 국방부 장관이었을 때 그의 참모였던 많은 인사들로 주로 구성된 인수팀을 구성했다. 이 외에도 체니는 클레이 존슨 3세(부시의 주지사 비서실장)를 인수팀의 총괄 이사로 지명했다. 체니는 또한 캠페인의 대변인이었던 아리 플라이셔를 인수팀의 공보 대변인으로 지명했다. 11월 29일, 마이클 E. 토너가 법률 고문으로 인수팀에 합류하고 데이비드 그리븐이 의회 관계 담당 이사로 일할 것이라고 발표되었다. 선거 결과가 결정될 무렵, 부시의 인수팀은 이미 75명의 직원과 20명의 자원봉사자로 구성되어 있었다.
11월 27일, 데이비드 J. 배럼이 이끄는 조달청(GSA)은 "최종 승자"가 대통령 선거에서 결정될 때까지 부시 인수팀에 정부 지원 인수 사무실 공간이나 인수를 위해 지정된 530만 달러의 자금을 제공하지 않을 것이라고 밝혔다. 이는 1963년 대통령직 인수법(Presidential Transition Act of 1963)의 조항을 인용하여, 정부가 인수를 지원하기 위해 납세자 자금을 제공하기 전에 선거 결과가 명확해야 한다고 요구하는 것이었다. 11월 28일, 배럼은 조달청 직원들에게 자신의 사임 예정일을 11월 29일에서 12월 15일로 2주 연기하여, 그가 신임 대통령에게 인계할 때까지 재직할 것이라고 발표했다.
조달청이 부시 인수팀에 정부 사무 공간과 자금을 제공하지 않기로 결정한 것에 대해, 체니는 12월 27일 인수팀이 워싱턴 D.C.에 사적으로 자금을 지원받는 사무실을 개설할 것이며, 인수 노력을 지원하기 위해 1963년 대통령직 인수법에서 허용하는 최대 기여액인 개인당 5,000달러까지 직접 및 현물 기부를 받을 수 있는 비영리 단체를 설립할 것이라고 발표했다. 부시 인수 노력은 기업 및 PAC 기부를 거부하기로 했다. 부시 진영은 인수 노력에 350만 달러를 모금하는 것을 목표로 삼았다. 부시 인수 노력은 선거 결과가 결정될 무렵까지 궁극적으로 기부금으로 150만 달러를 모금했다. 대통령직 인수가 사적 자금을 모금하는 것은 전례가 없는 일이 아니었다. 이전 1992-1993년 클린턴 인수는 연방 정부가 제공한 350만 달러를 보충하기 위해 530만 달러를 모금했다. 부시 팀은 또한 기부금을 자발적으로 공개하겠다고 약속했다. 그러나 사적 자금을 모금하는 선택은 커먼 코즈와 같은 단체로부터 비판을 받았는데, 커먼 코즈는 부시 팀에게 그렇게 하지 말 것을 촉구했다. 오픈시크리츠 이사 래리 매킨슨과 정치학자 래리 사바토는 모두 사적 기부를 모금하는 것이 문제가 있다고 말하면서도, 인수를 위한 연방 자금 부족이 부시 팀에게 다른 선택의 여지를 거의 남기지 않았다고 인정했다.
11월 29일, 체니는 워싱턴 D.C. 외곽의 버지니아주 매클린에 있는 사무 공간을 인수팀이 확보했다고 공개적으로 발표했다. 부시 인수팀은 다음 날 2,100제곱피트의 사무 공간으로 이사했다. 이 무렵, 인수 노력은 직원을 늘리기 시작했다.
현직 빌 클린턴 대통령은 조달청이 부시 인수 노력에 자금 지원을 보류하기로 한 결정에 어떤 관여도 부인했다. 그러나 일부 소식통은 클린턴의 부인에도 불구하고, 그가 조달청이 부시 팀에 사무 공간과 자금을 제공하지 않은 것에 어느 정도 관여했다고 주장하며, 클린턴이 자신의 인수에서 비롯된 불만, 즉 그의 팀이 전임 대통령인 부시의 아버지 조지 H. W. 부시가 그들에게 도움이 되지 않았다고 느꼈던 것에서 비롯된 불만 때문에 행동했을 수 있다고 주장했다. 클린턴은 정부가 부시와 고어 인수 노력 모두에 자금을 제공하는 것을 선호한다고 공개적으로 선언했다. 미국 법무부는 1963년 대통령직 인수법이 이를 허용하는 것으로 해석될 수 있는지 조사했다. 그러나 11월 28일, 법무부는 해당 법이 "다수의 인수팀"을 지원하는 데 자금을 사용할 수 없다고 결론 내렸다. 클린턴 행정부는 결국 두 개의 다른 대통령직 인수가 진행되는 것처럼 행동하려고 했다. 11월 말 부시가 인수 노력을 강화하는 동시에, 고어는 로이 닐이 이끄는 자체 인수 노력을 시작했다. 11월 28일 백악관에 의해 여러 움직임이 발표되었다. 클린턴은 CIA가 부시와 체니에게 기밀 일일 정보 브리핑을 제공하도록 했고 (앨 고어는 현직 부통령으로서 이미 그러한 브리핑을 받고 있었다), 백악관은 11월 28일 이를 발표했다. 백악관은 또한 11월 28일 부시와 고어 양쪽 인수 담당자들과 만날 것을 제안했으며, 부시 팀은 이를 신속히 수락했다. 백악관은 또한 11월 28일 법무부에 FBI가 각 팀의 잠재적 지명자들에 대한 신원 조사를 시작할 수 있는지 조사해 줄 것을 요청했다고 발표했다. 이는 그 주 후반에 승인되었고, FBI는 각 팀의 잠재적 지명자들에 대한 신원 조사를 시작했다. 백악관은 클린턴의 임명자들이 새 행정부의 임명자들을 위해 자리를 마련하도록 클린턴 임기 말에 사임서를 제출해 줄 것을 요청했으며, 약 3,000명의 클린턴 임명자들에게 사임 요청 서한을 보냈다. 클린턴의 대통령 비서실장인 존 포데스타는 각 행정부 부서에 incoming 장관들을 위한 브리핑 자료를 만들고, 대통령 당선인(결정되면)이 공식 인수 기간 동안 자신의 팀이 사용할 수 있는 작업 공간을 마련하도록 지시했다. 조달청은 인수팀과 그들이 납세자 자금으로 지원되는 사무 공간을 어떻게 꾸미고 싶어 하는지 협의하기 시작했지만, 선거 소송이 계류 중인 동안 어느 인수 노력에도 그러한 공간을 제공하는 것을 계속 보류했다.
연방 기관의 정상적인 인수 계획 처리가 선거 후에도 대통령 후보 두 명으로 인해 방해를 받았을 뿐만 아니라, 대통령 취임식의 측면을 계획하는 책임자들도 마찬가지였다. 선거가 불확실한 상태였기 때문에 부시도 고어도 잠재적인 취임식을 계획할 취임 위원회를 구성하지 않았다. 무장군 취임 위원회와 같은 조직은 결국 대통령 당선인이 평소보다 빠른 속도로 취임식을 계획할 수 있도록 비상 계획을 세워야 했다.
선거 결과가 결정되기 전에, 부시 인수팀은 부시가 대통령이 될 경우 임명할 권한이 있는 직책에 대해 이미 18,000개의 이력서를 접수했다. 일부 이력서는 인터넷을 통해 제출되었다. 다음 대통령은 상원 인준이 필요한 1,125개의 직책과 5,000개의 다른 직책을 채워야 했다. 일부 지정자들은 특정 직책에 임명되었다. 예를 들어, 11월 22일, 부시는 앤드루 카드를 백악관 비서실장으로 선택했다고 발표했다. 이 기간 동안 발표된 다른 인사로는 콜린 파월의 국무장관 및 콘돌리자 라이스의 국가안보보좌관 임명이 포함되었다. 그러나 부시 팀이 가장 강력하게 영입하려던 많은 잠재적 지명자들은 부시가 대통령 당선인으로 선언되기 전에 연방 신원 조사의 수준 높은 감시에 자신을 맡기는 것을 꺼려했다.
11월 말, 부시와 그의 최고 측근들은 공화당 의회 지도자들에게 전화 통화를 하고, 민주당 지도부와는 간접적인 소통을 시작하며, 그가 대통령이 될 경우 초당적 법안 협력을 위한 기반을 다지려 했다.
12월 초, 프레드 톰프슨, 스티브 혼, 짐 콜비와 같은 여러 공화당 의원들이 조달청장 배럼에게 부시 인수팀에 자금을 풀고 사무 공간 접근을 허용할 것을 촉구하는 서한을 보냈다. 곧이어 혼은 하원 정부 개혁 소위원회 정부 관리, 정보 및 기술 위원장으로서 이 문제에 대한 의회 청문회를 개최하기 시작했고, 공화당 의원 스펜서 바커스는 조달청이 부시 인수팀에 지원을 제공하도록 요구하는 법안을 발의했다.

## 공식 인수

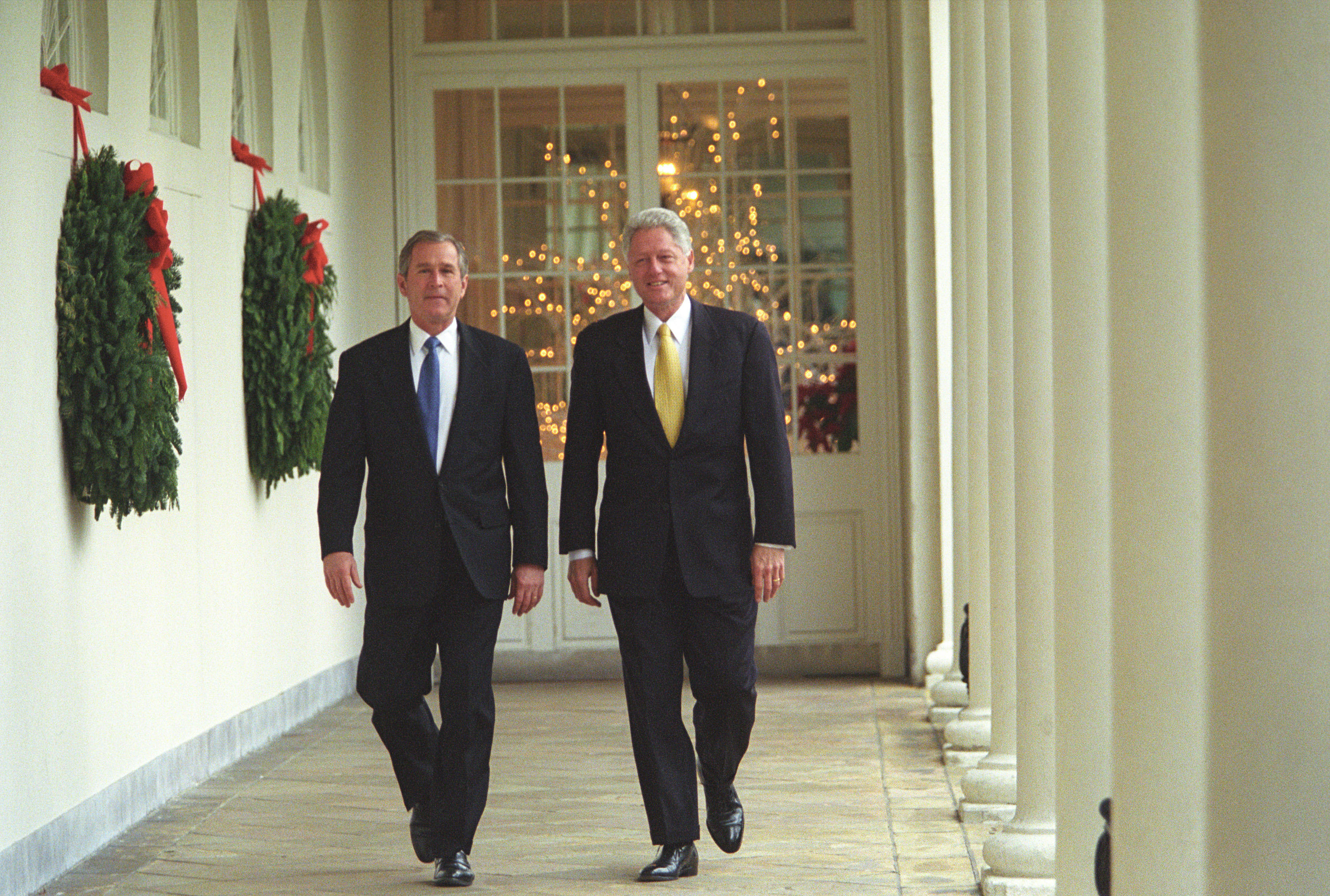
12월 19일 회의 중 빌 클린턴 대통령과 함께 걷는 부시 대통령 당선인

부시는 12월 12일 미국의 대통령 당선인이 되었다. 고어는 12월 13일 공식적으로 패배를 인정했다. 12월 14일, 부시의 인수팀은 조달청으로부터 워싱턴 D.C. 시내의 3개 층 작업 공간 (총 90,000제곱피트)과 520만 달러의 대통령직 인수 자금을 사용할 수 있게 되었다. 조달청 자금은 클린턴 백악관이 인수 과정에서 맡은 역할을 지원하는 데도 할당되었다. 부시 진영은 조달청 자금을 받은 후에도 수백만 달러의 사적 기부를 계속 모금했다.
대법원 결정 다음 날, 부통령 당선인 체니는 정치적으로 온건한 공화당 미국 상원의원 5명과 회의를 가졌고, 워싱턴 D.C.에서 다른 공화당 의원들과도 회의를 가졌다.
부시는 12월 한 달 동안 수많은 내각 지명자 후보들과 만났다. 그는 대통령 당선인이 된 후 신속하게 내각 인선을 발표했다. 12월 24일까지 그는 이미 14개 내각 장관 중 6명을 지명했으며, 더 많은 인사를 발표할 준비가 되어 있었다. 1월 2일까지 부시 인수팀은 모든 내각 직책에 대한 지명자를 발표했다. 이는 이전 클린턴 인수에서 클린턴이 완전한 내각을 발표한 날짜보다 불과 일주일 늦은 것이었다. 부시는 그의 모든 내각 인사를 3주 동안 발표했는데, 이는 이전 4번의 대통령직 인수에서 8~10주 동안 진행된 것과 대조된다.
12월 18일, 영부인 당선인 로라 부시는 백악관에서 클린턴의 부인 힐러리와 차를 마시고 저택을 둘러보았다.
12월 19일, 부시는 백악관에서 클린턴과 만났다. 같은 날, 부시는 넘버 원 옵서버토리 서클에서 고어와도 만났는데, 그는 그의 패배한 상대이자 현직 부통령이었다.
부시는 자신의 행정부에서 "신앙 기반 활동 사무실"을 설립하여, 종교 단체들이 전통적으로 연방 정부가 제공해온 약물 치료 및 복지-일자리 전환 프로그램과 같은 서비스를 제공할 수 있는 방법을 모색하겠다고 공약했다. 12월 20일, 부시는 텍사스 오스틴에서 전국 각지의 종교 지도자 약 20명과 회의를 열고, 사회 문제에 대한 "신앙 기반" 해결책에 대한 그의 계획을 논의했다. 종교 지도자의 3분의 1은 흑인이었다. 이 회의에 포함된 흑인 종교 지도자의 수는 부시가 흑인들에게 다가가려는 노력의 일환으로 여겨졌다. 이는 부시-체니 티켓이 1984년 로널드 레이건 대통령과 그의 부통령 조지 H. W. 부시(부시의 아버지)가 재선에서 얻은 흑인 표 비율 이후 공화당 티켓이 얻은 흑인 표 비율 중 가장 낮은 것으로 보고되었기 때문이다.
부시가 크리스마스까지 이룬 진전은 이전 클린턴 인수가 그 시점까지 이룬 진전에는 미치지 못했다. 그러나 클린턴은 부시가 직면했던 인수 시작 지연을 경험하지 않았다. 부시의 인수가 지연된 시작에도 불구하고 진행할 수 있었던 속도는 프레드 그린스틴과 같은 정치 전문가들로부터 칭찬을 받았다. 부시는 자신의 인수 노력으로 이룬 진전에 대해 매우 편안함을 느껴, 텍사스 목장과 플로리다를 오가는 며칠간의 "비업무" 크리스마스 휴가를 보냈다. 동시에 인수 노력의 많은 다른 사람들도 휴식을 취하여, 부시가 대통령 당선인이 된 후 가속화되던 속도가 줄어들었다.

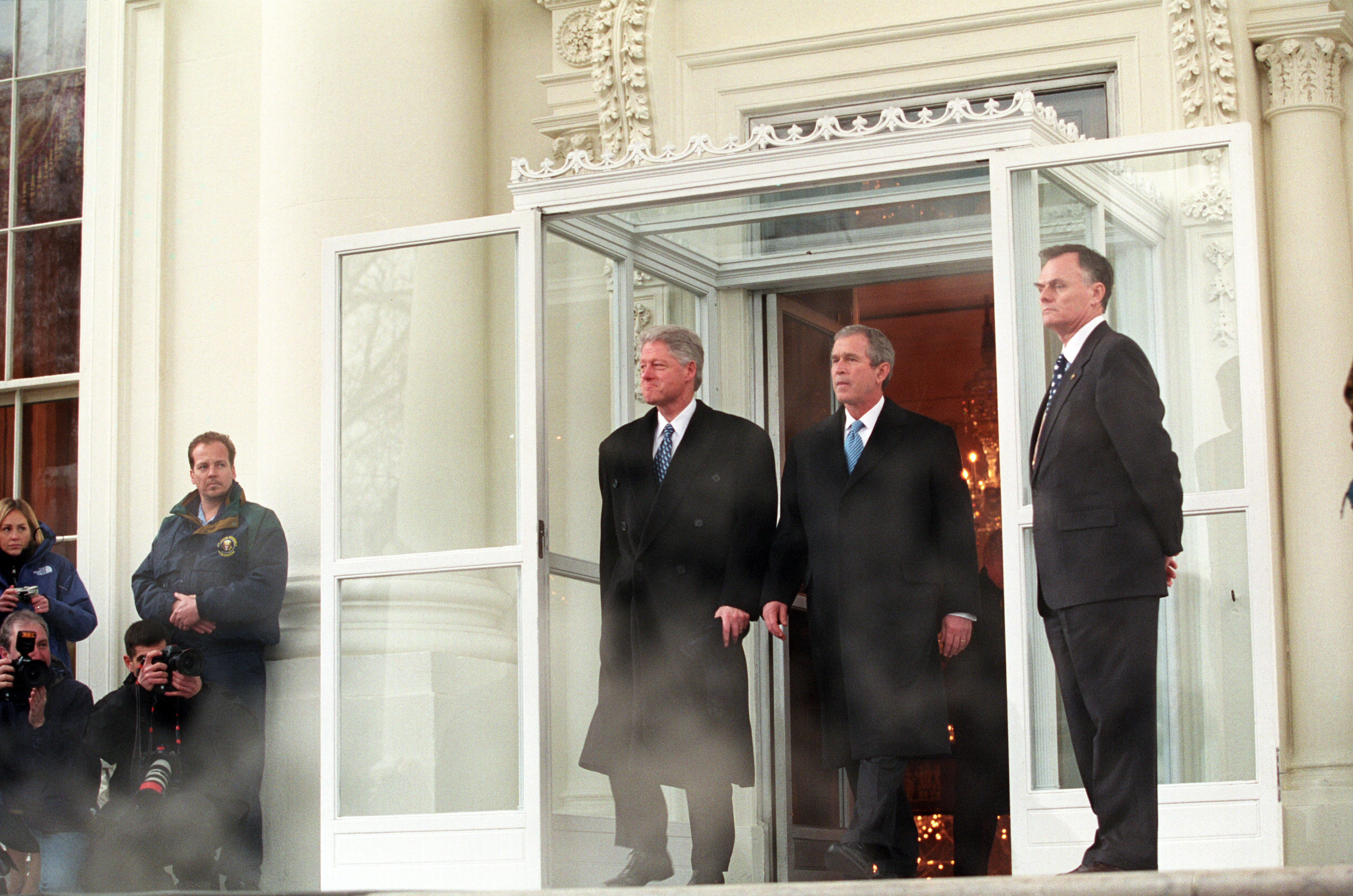
클린턴 대통령과 부시 대통령 당선인은 2001년 1월 20일 미국 국회의사당에서 열리는 취임식을 위해 백악관을 떠났다.

부시가 노동부 장관으로 선정한 린다 차베스가 1월 9일 언론이 그녀가 이전에 불법 이민자를 고용했다는 보도가 나온 후 지명을 철회하면서 인수 과정에서 논란이 일었다.
인수 과정은 또한 물러나는 빌 클린턴 행정부 구성원들의 "손상, 절도, 기물 파손 및 장난" 혐의로 얼룩졌다. 처음에는 회계감사국(GAO)의 2001년 감사에서 기물 파손 및 장난 혐의에 대한 진실성이 거의 없다고 밝혀졌다. 그러나 공화당 하원의원 밥 바의 압력으로 회계감사국은 더 심층적인 조사를 시작했고, 2002년 보고서에서 13,000달러에서 14,000달러 상당의 피해가 있었다고 추정했다. 여기에는 백악관 남자 화장실의 낙서, 서랍에 묻은 풀, 사라진 문고리, 메달, 사무실 간판 등이 포함되었다. 그러나 1993년 부시의 아버지에서 클린턴으로의 인수를 포함하여 이전 인수에서도 비슷한 장난이 보고되었다는 점이 언급되었다. 부시의 공보비서 아리 플라이셔는 회계감사국 보고서에 이어 백악관이 작성한 기물 파손 혐의 목록을 발표했는데, 여기에는 키보드에서 'W' 키를 제거한 것이 포함되었다. 클린턴 부부는 또한 백악관에 기증된 선물을 자신들이 보관했다는 비난을 받았다. 클린턴 부부는 이 혐의를 부인했지만, 부적절한 행위에 대한 "아주 작은 의심조차 없애기 위해" 퍼스트 패밀리에게 주어진 선물에 대해 85,000달러 이상을 지불하기로 동의했다.

## 임명자 선정

### 국내 정책

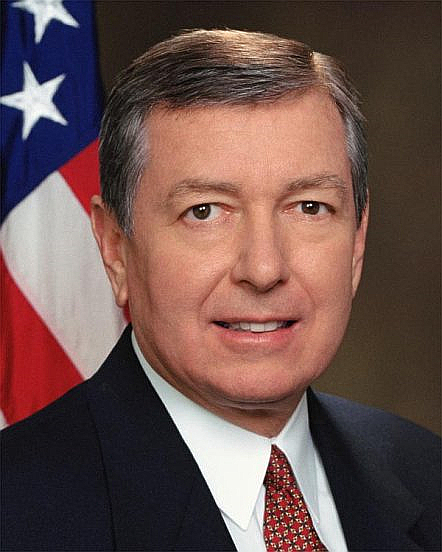
존 애시크로프트 법무부 장관 (2000년 12월 22일 발표)
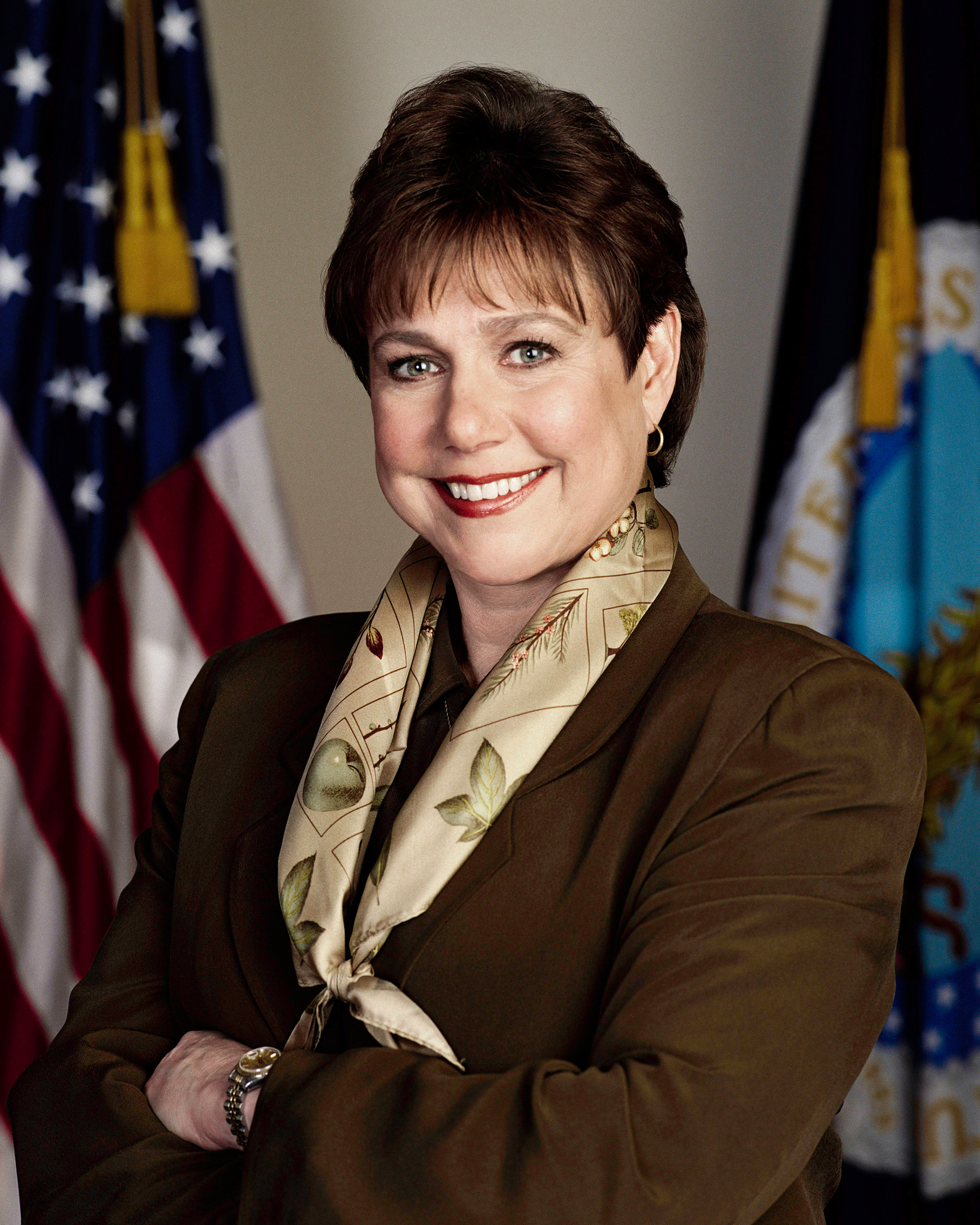
앤 베네만 농무부 장관 (2000년 12월 20일 발표)
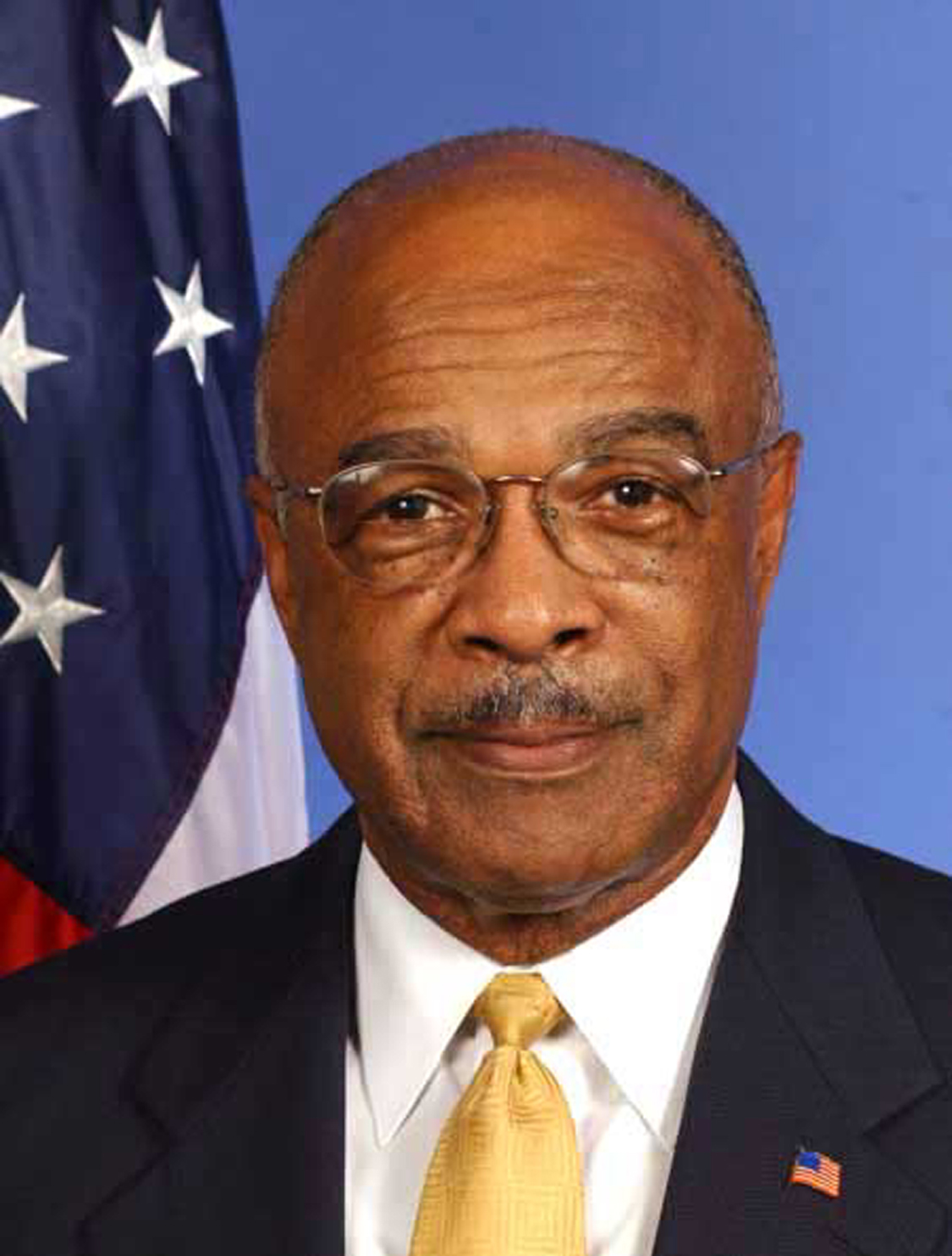
로드 페이지 교육부 장관 (2000년 12월 29일 발표)
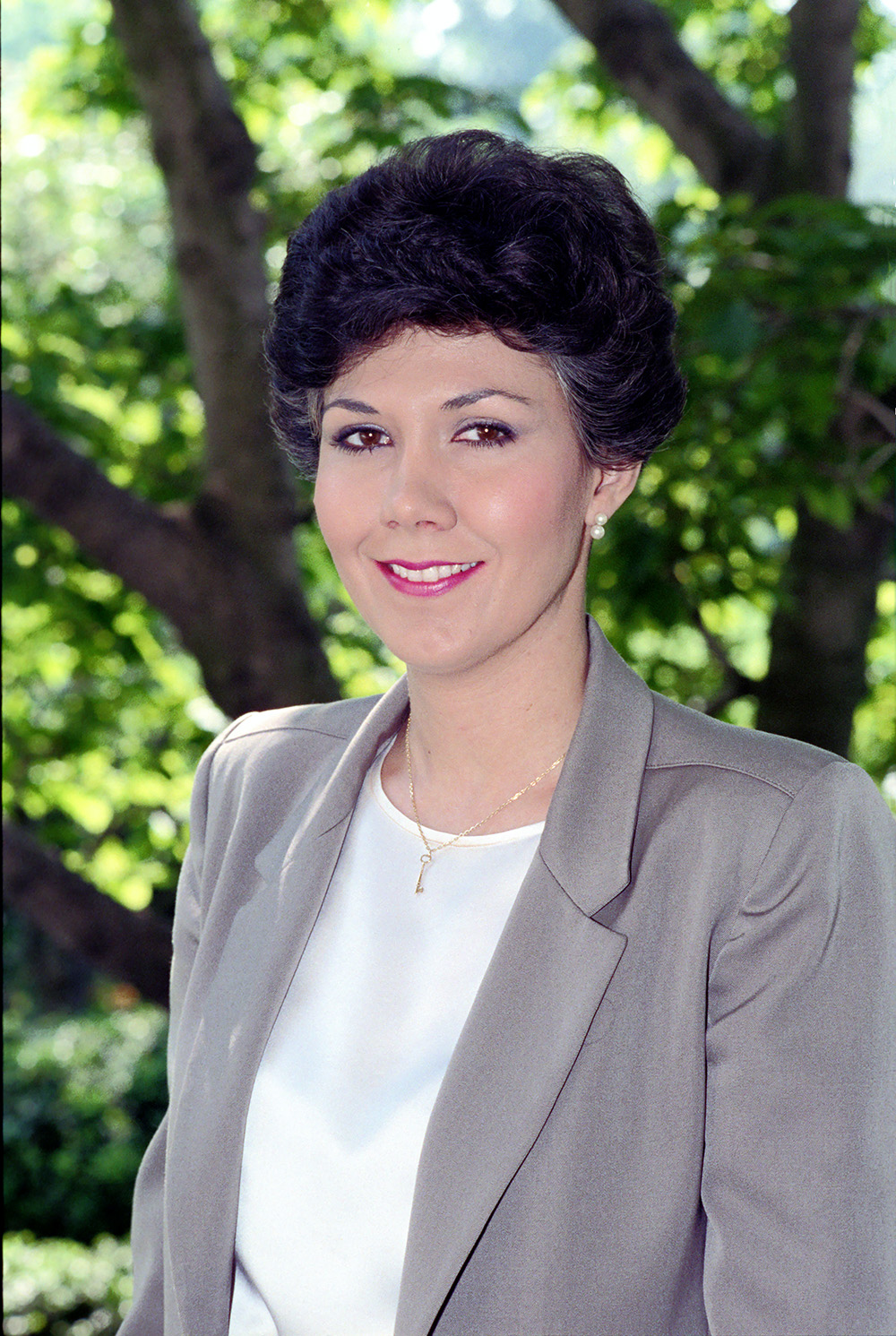
린다 차베스 노동부 장관 (2001년 1월 2일 발표; 2001년 1월 9일 철회)
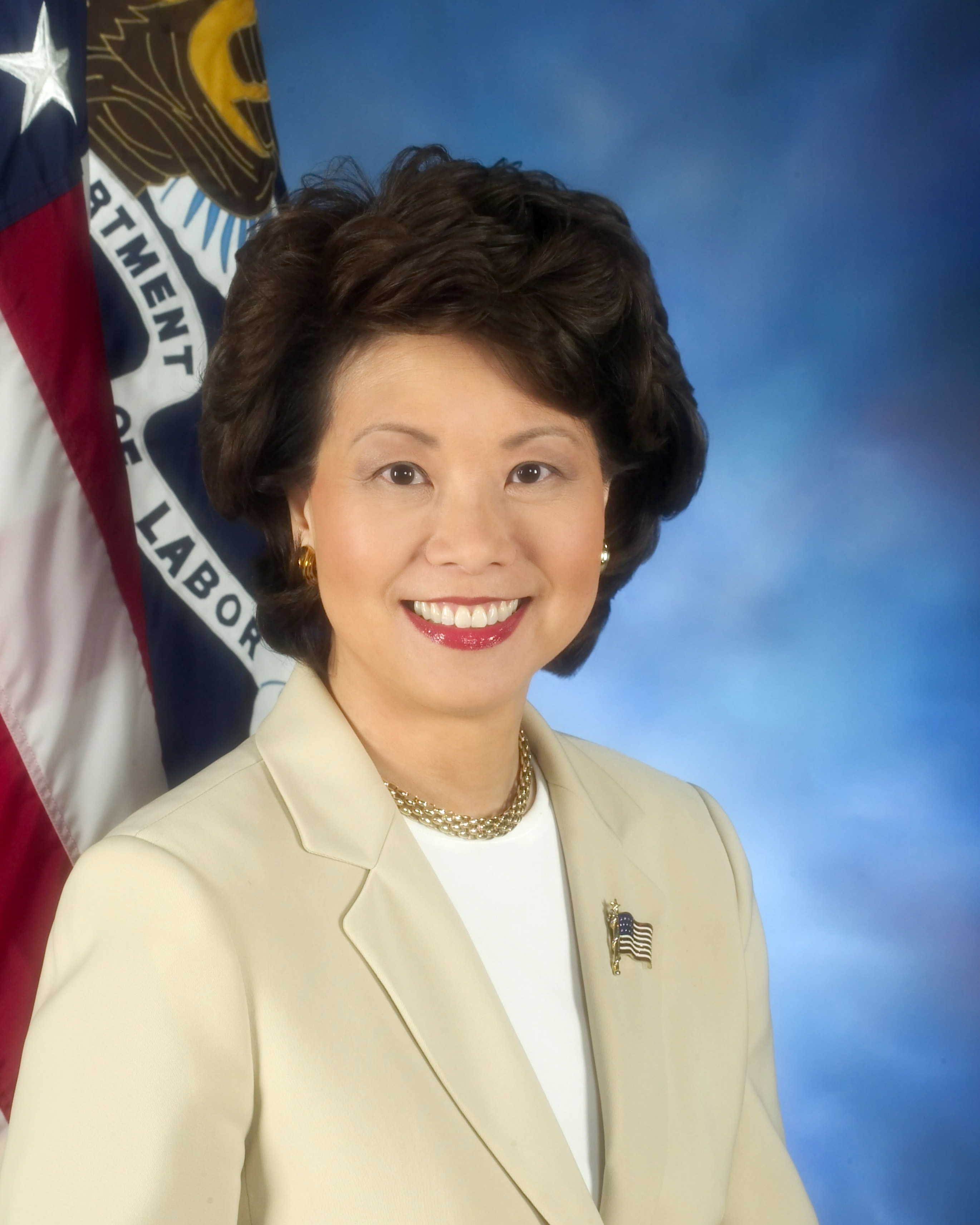
일레인 차오 노동부 장관 (2001년 1월 11일 발표)
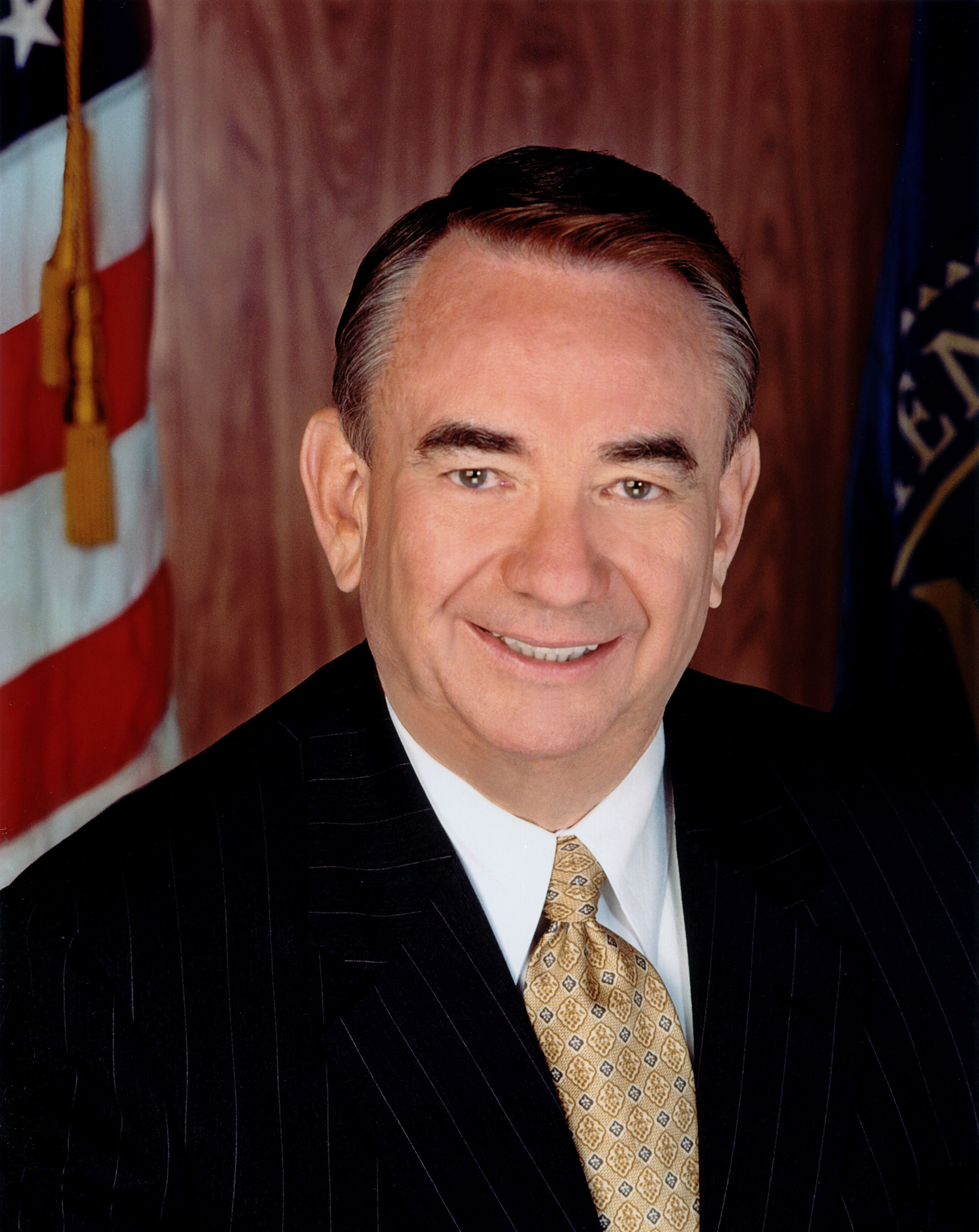
토미 톰슨 보건복지부 장관 (2000년 12월 29일 발표)
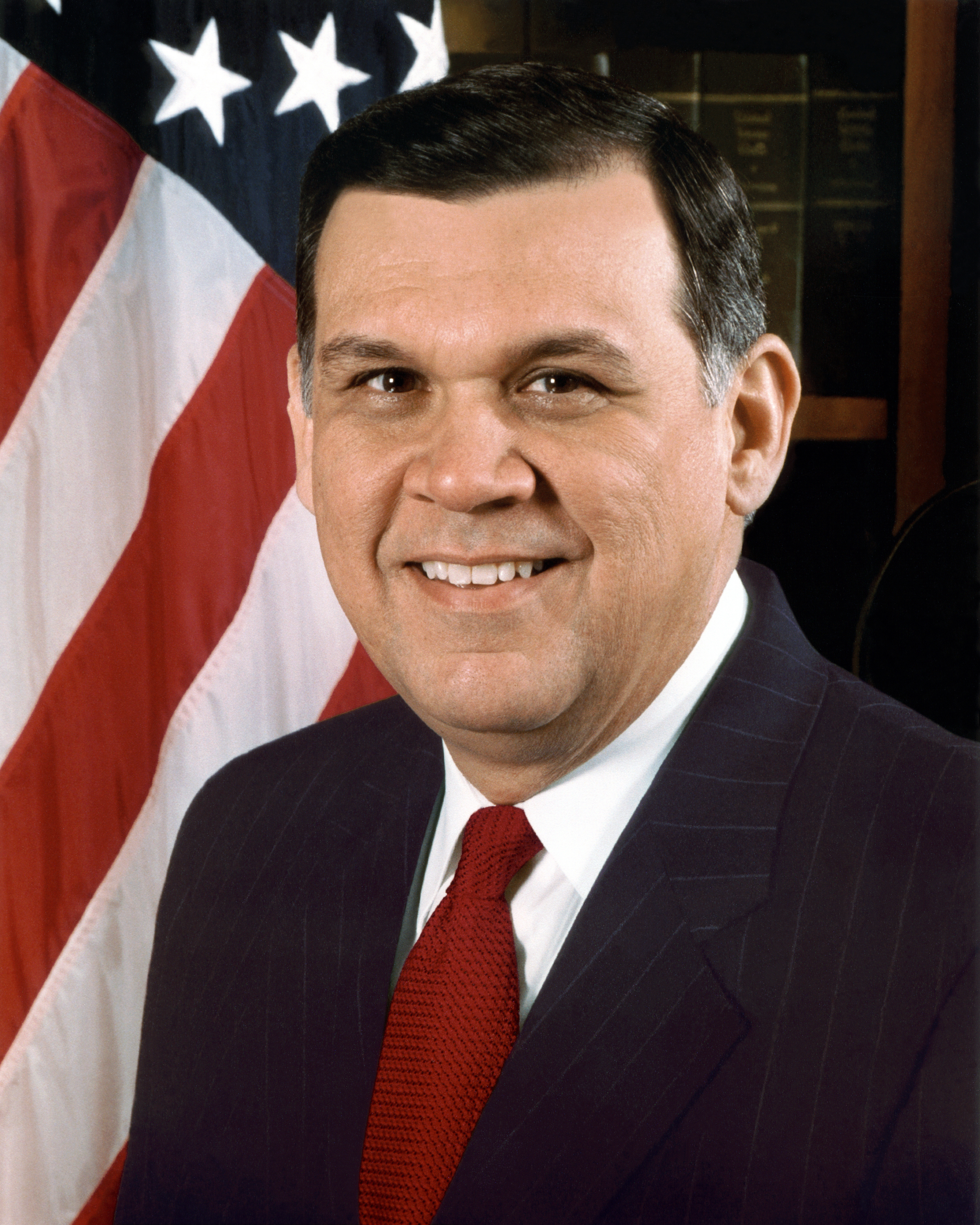
멜 마르티네스 주택도시개발부 장관 (2000년 12월 20일 발표)
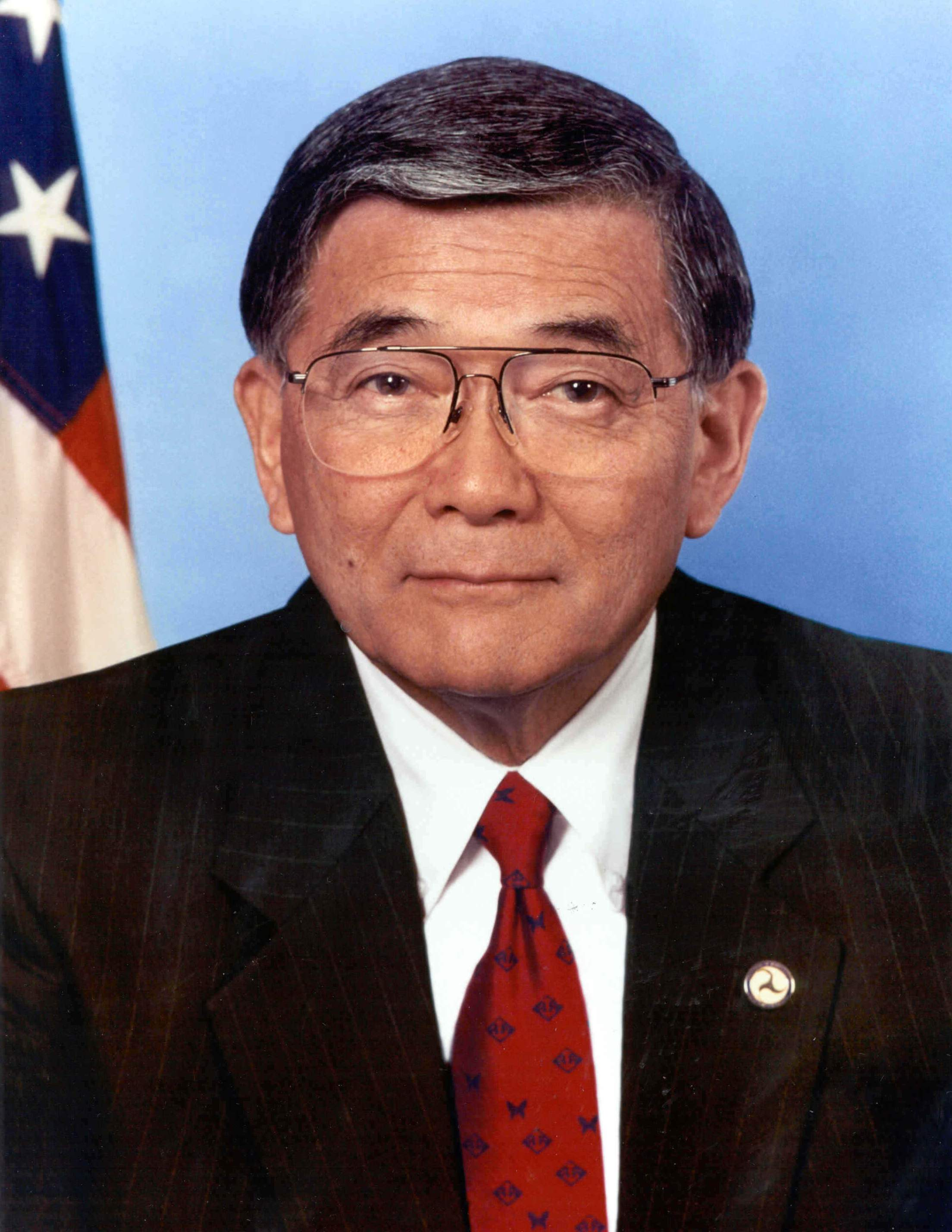
노먼 미네타 교통부 장관 (2001년 1월 2일 발표)
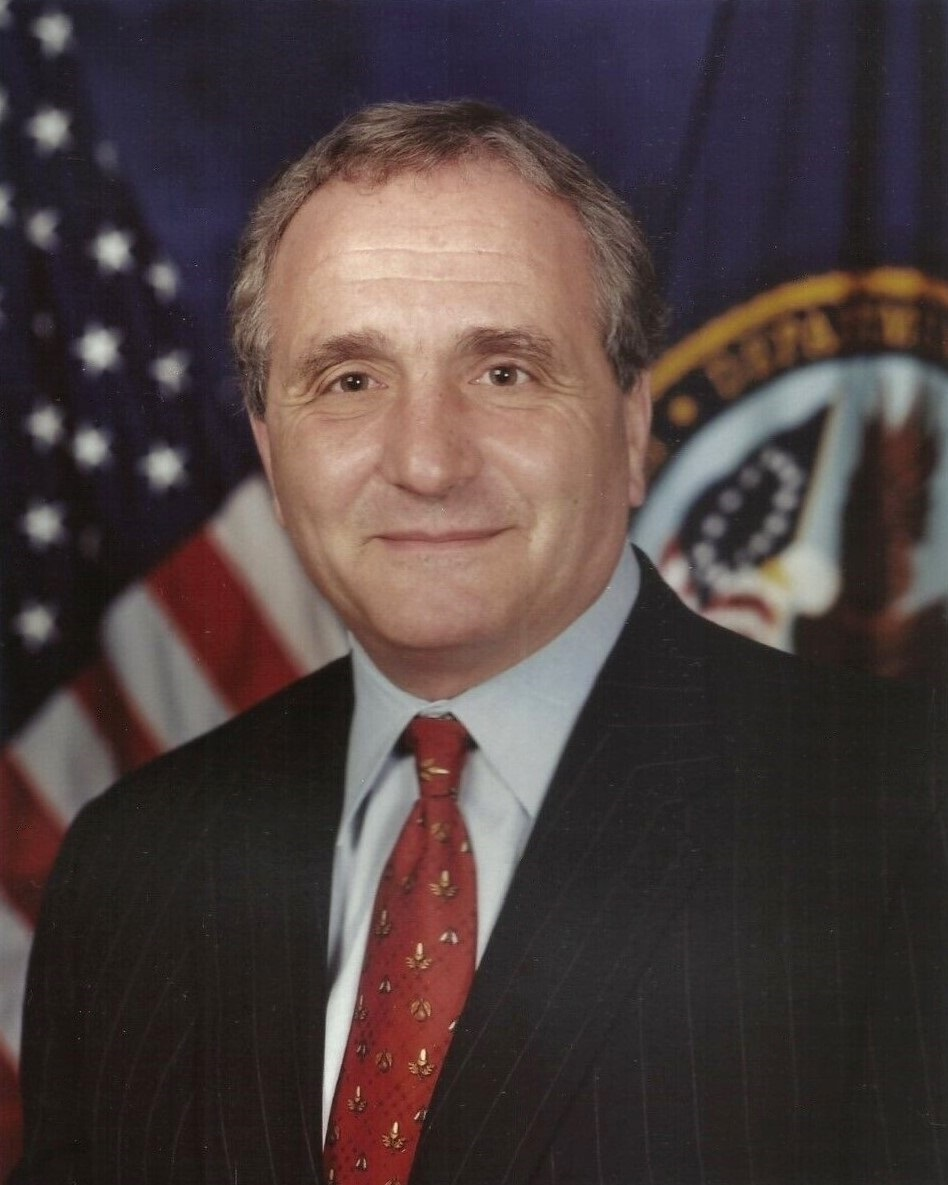
앤서니 J. 프린치피 보훈부 장관 (2000년 12월 29일 발표)
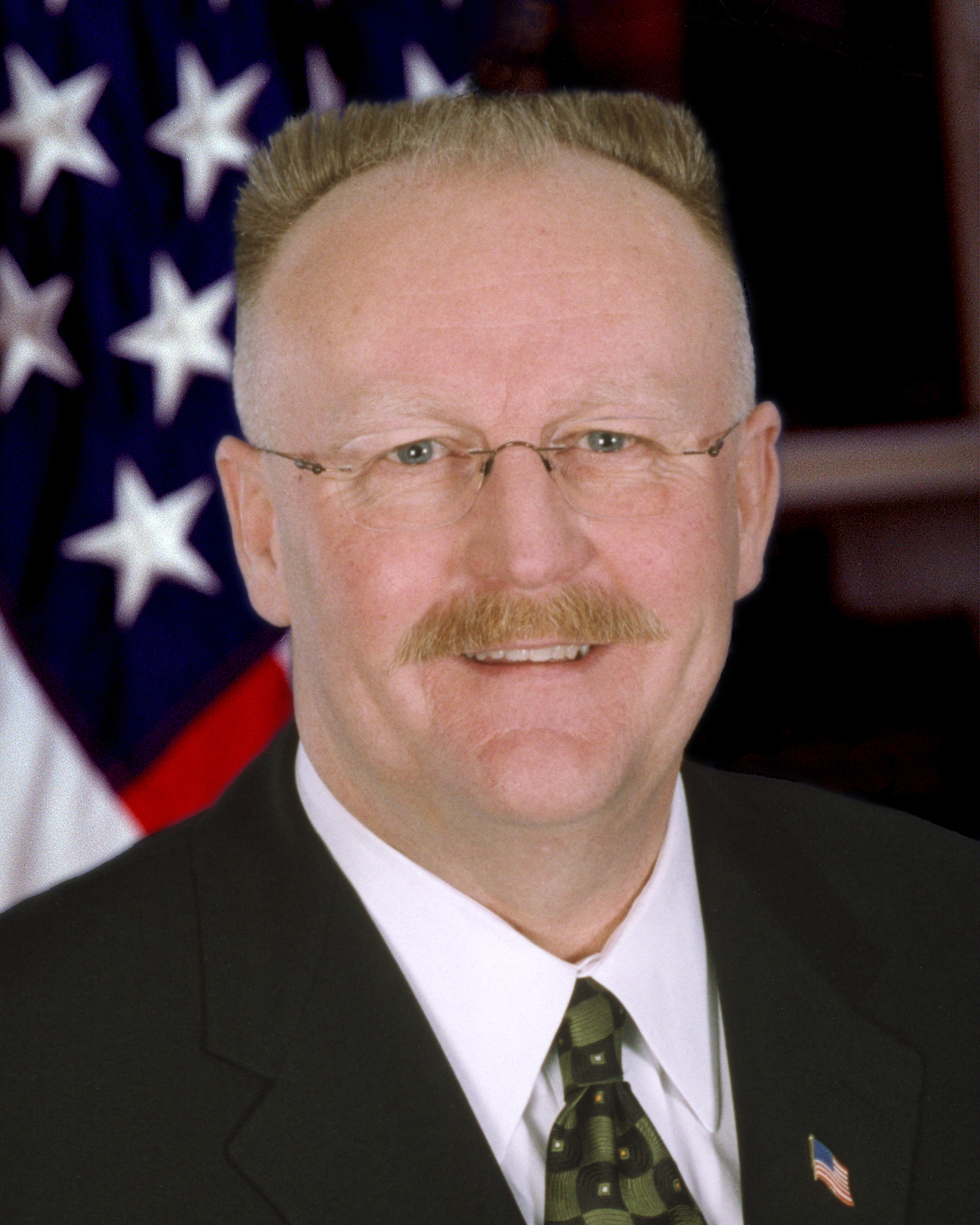
조 올보 연방재난관리청장 (2001년 1월 4일 발표)
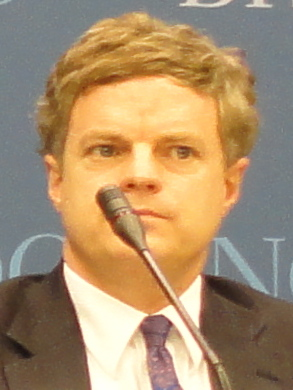
존 브리지랜드 국내 정책 위원회 이사 및 국내 정책 부고문 (2001년 1월 9일 발표)
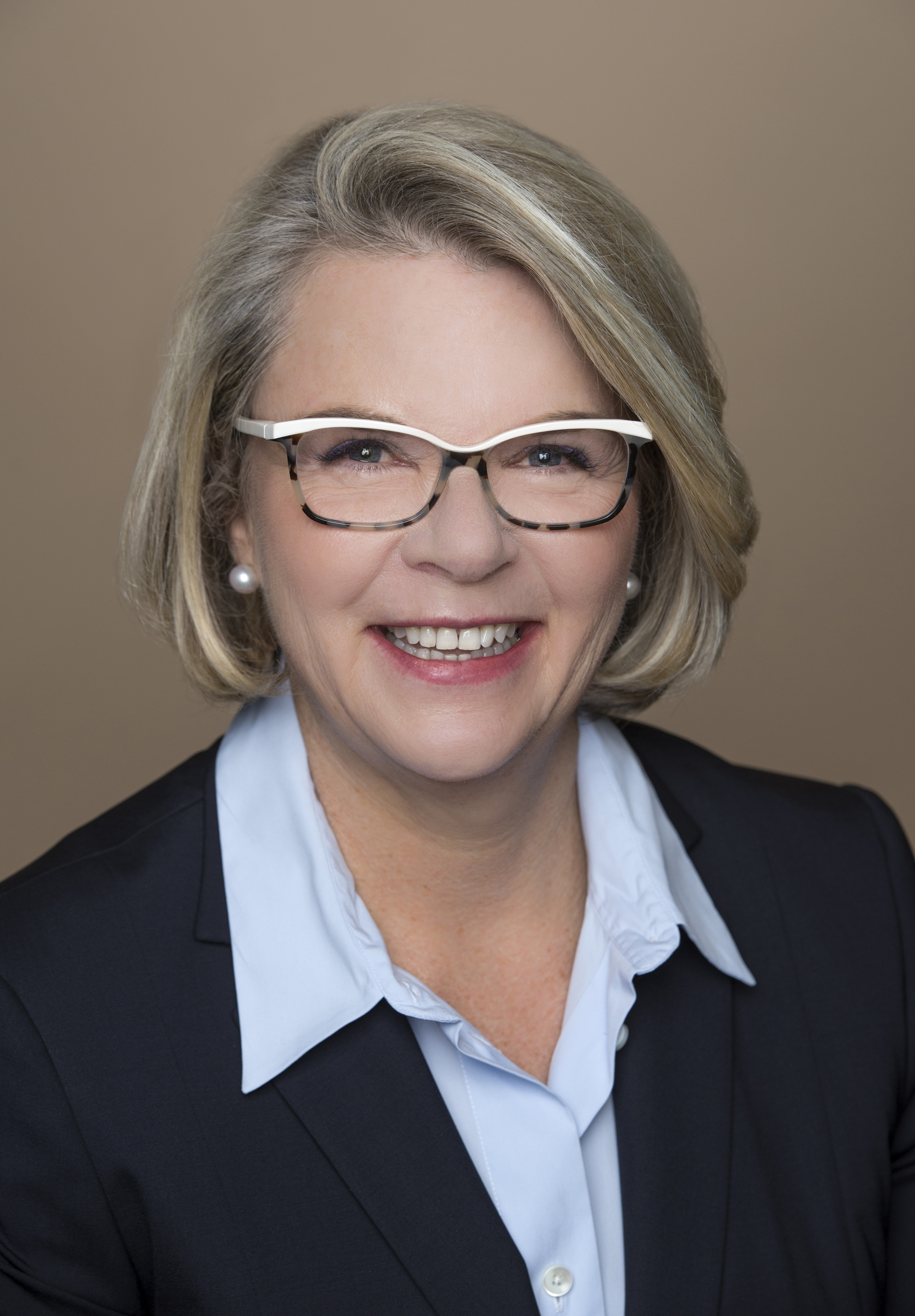
마거릿 라 몬테인 (현 스펠링스) 국내 정책 담당 대통령 보좌관 (2001년 1월 5일 발표)

### 경제 정책

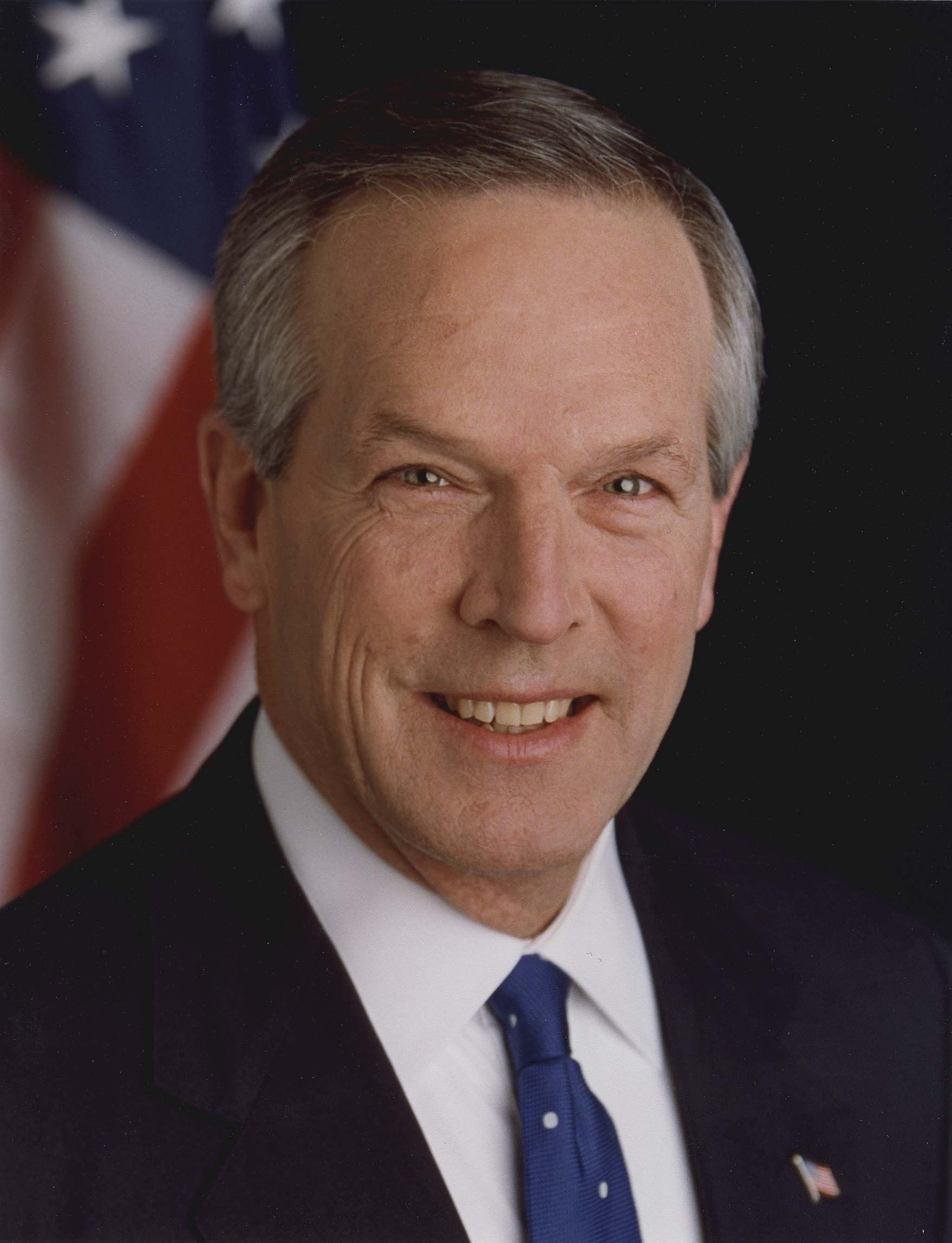
돈 에반스 상무부 장관 (2000년 12월 20일 발표)
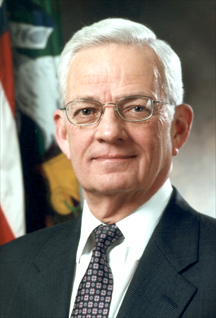
폴 H. 오닐 재무부 장관 (2000년 12월 20일 발표)
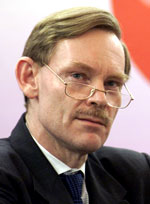
로버트 졸릭 미국 무역대표부 대표 (2001년 1월 11일 발표)
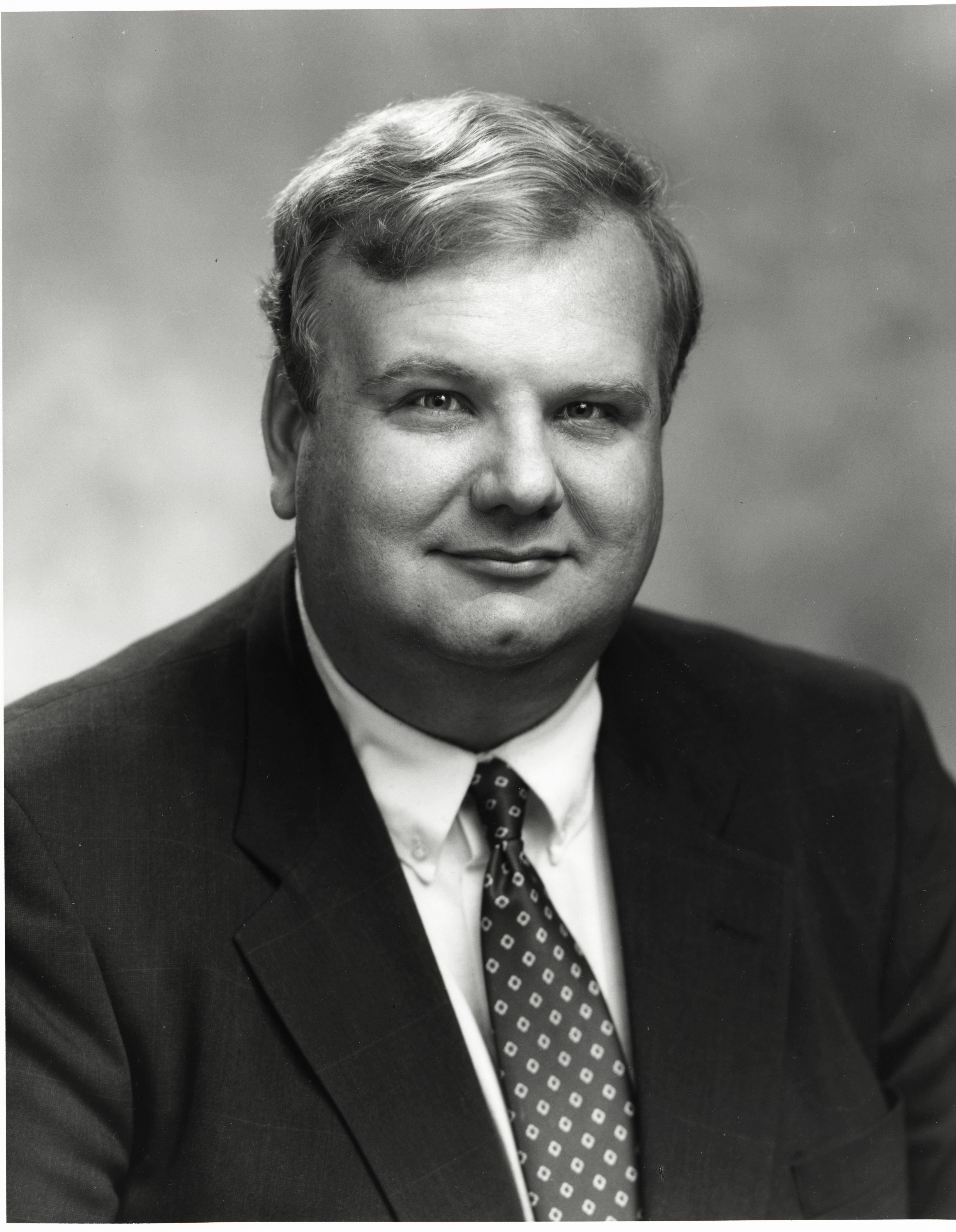
로렌스 린지 국가경제위원회 위원장 (2001년 1월 3일 발표)

### 환경 및 에너지

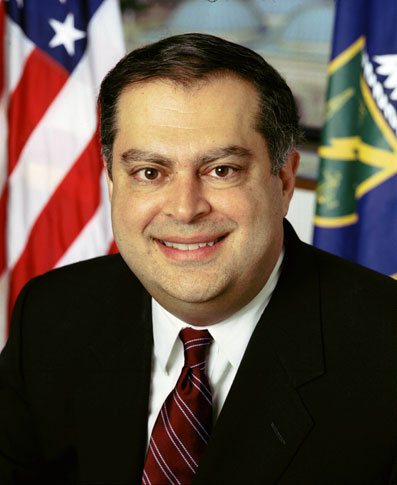
스펜서 에이브러햄 에너지부 장관 (2001년 1월 2일 발표)
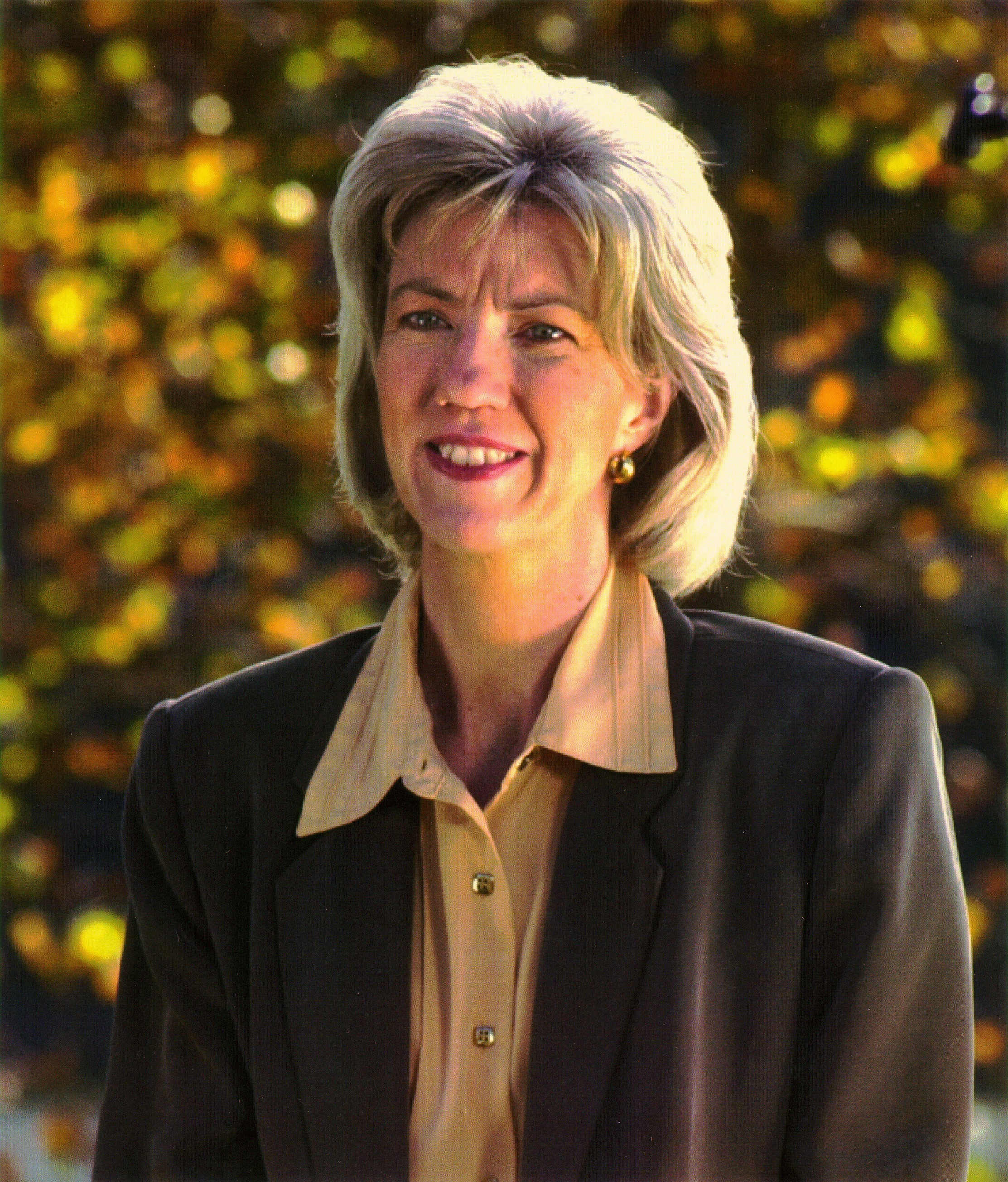
게일 노튼 내무부 장관 (2000년 12월 29일 발표)
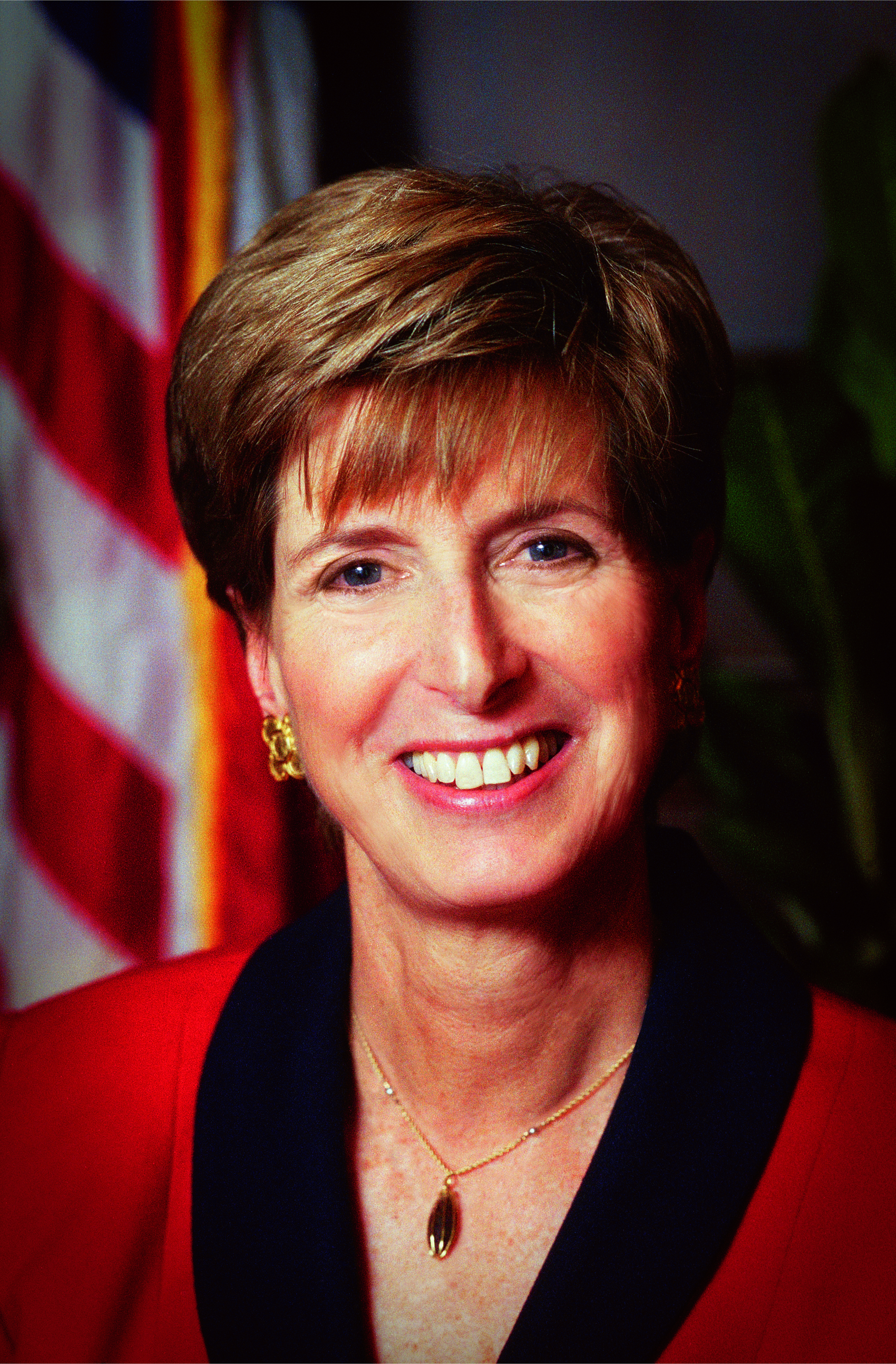
크리스틴 토드 휘트먼 환경보호청장 (2000년 12월 22일 발표)

### 외교 및 국가 안보

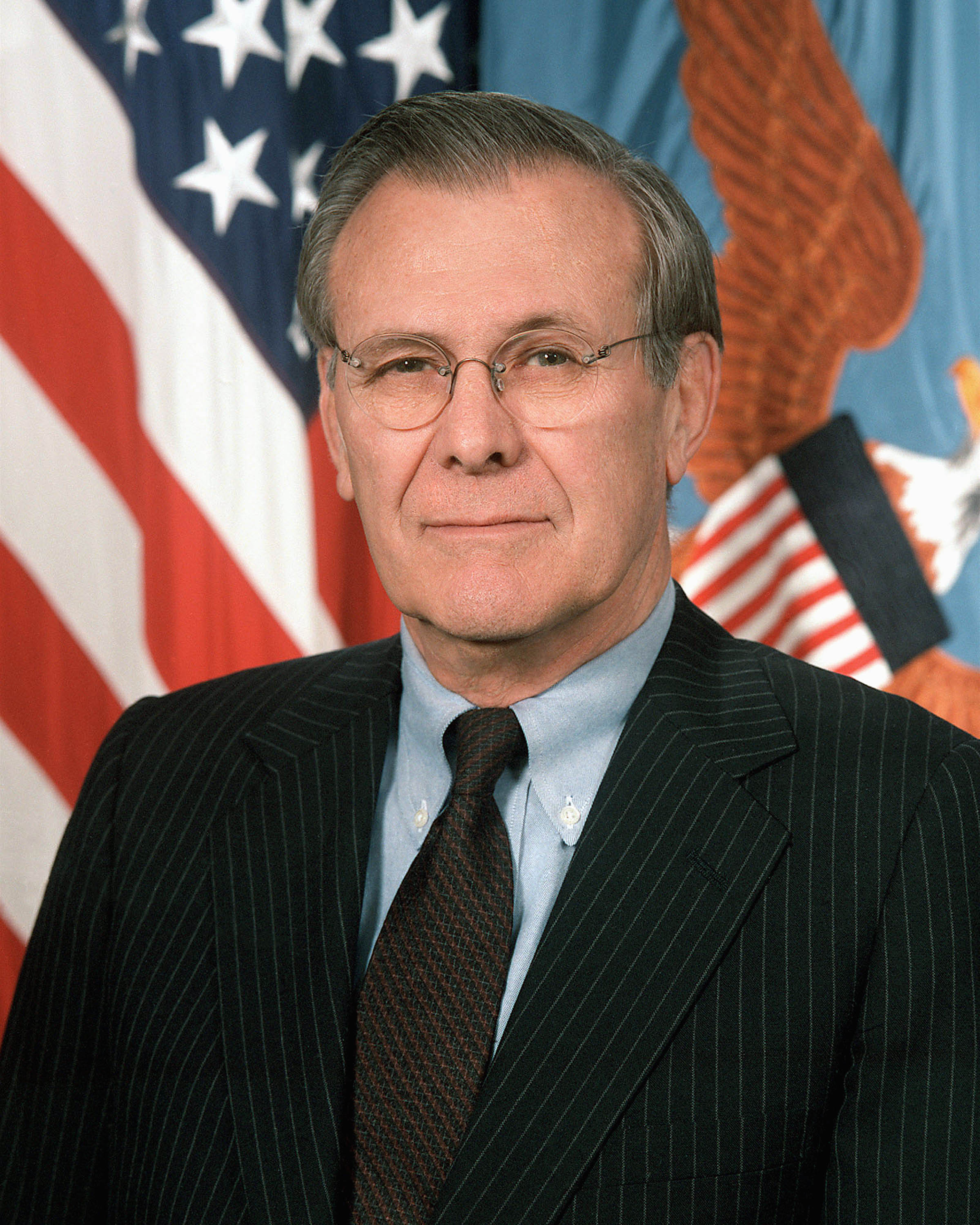
도널드 럼즈펠드 국방부 장관 (2000년 12월 28일 발표)
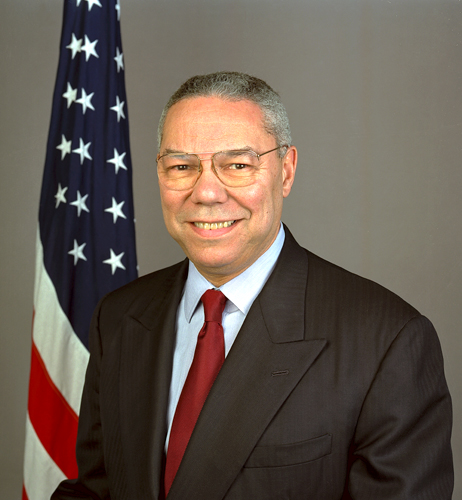
콜린 파월 국무장관 (2000년 11월 발표)
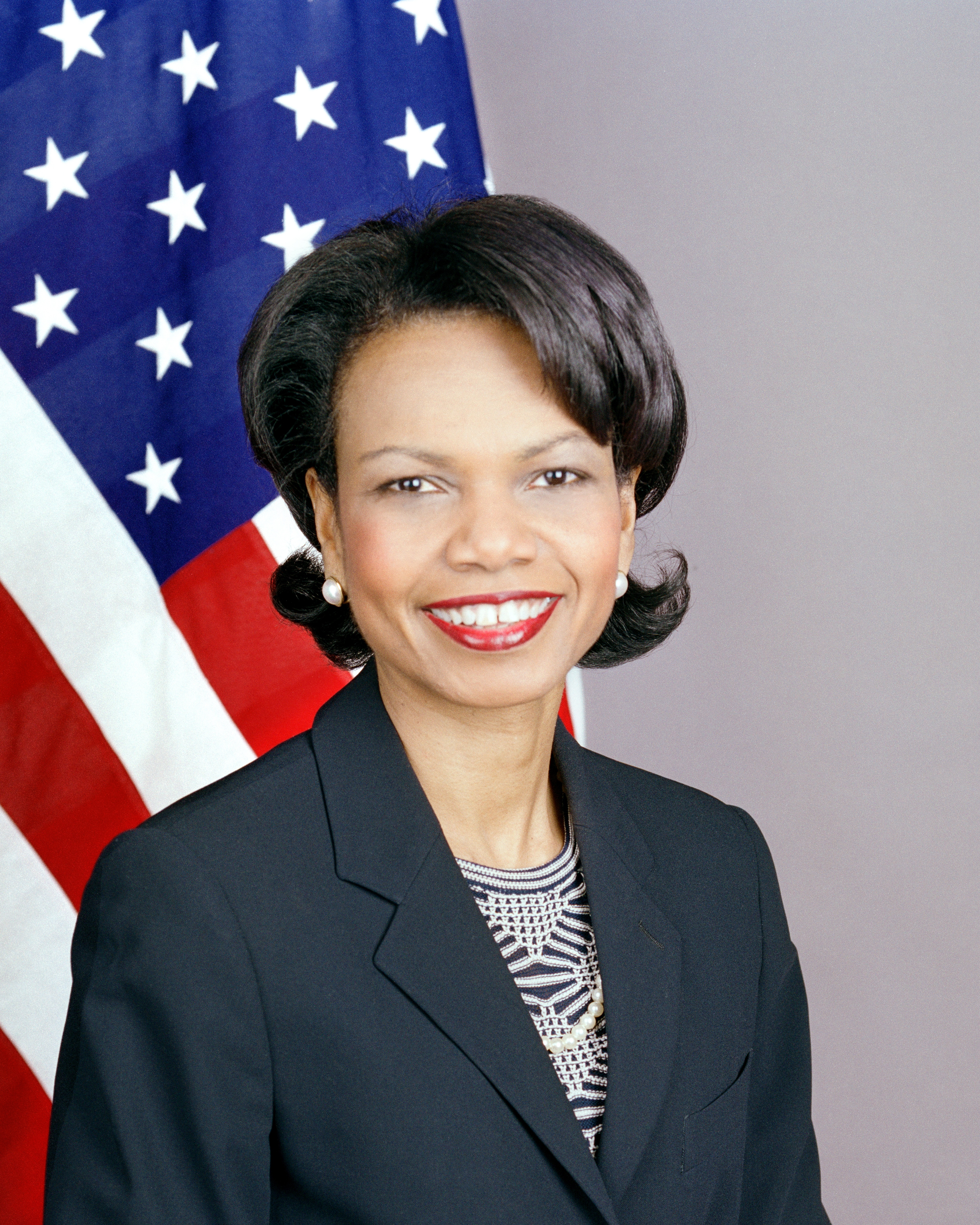
콘돌리자 라이스 국가안보보좌관 (2000년 11월 발표)
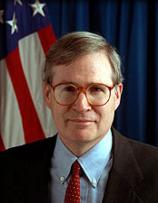
스티븐 J. 해들리 국가안보 부보좌관 (2000년 12월 21일 발표)
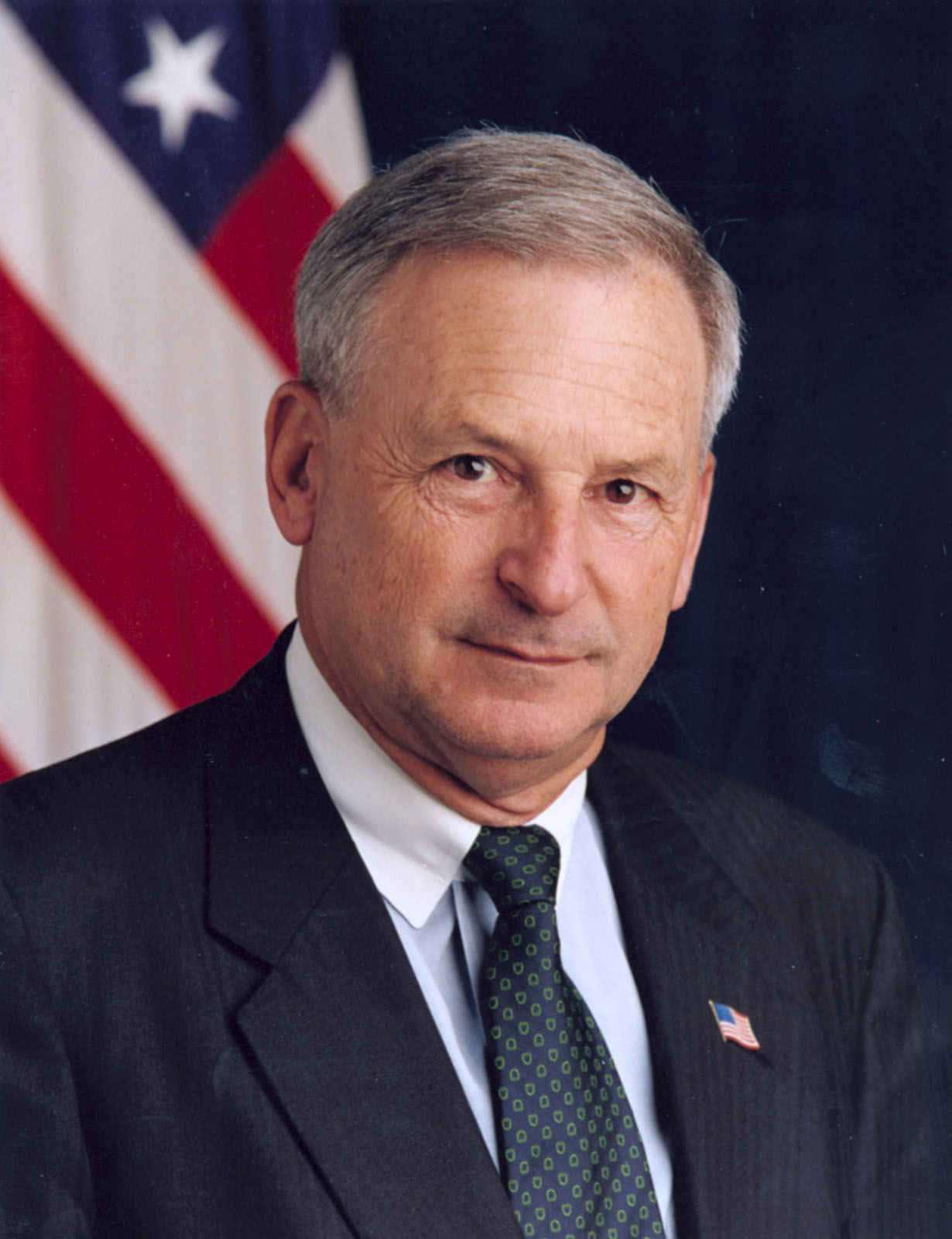
마크 로젠커 백악관 군사 사무실 이사 및 대통령 부보좌관 (2001년 1월 18일 발표)

### 기타

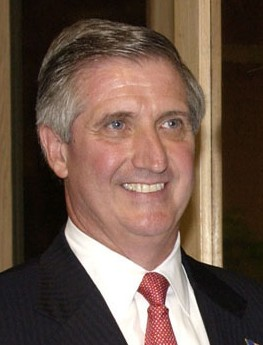
앤드루 카드 백악관 비서실장 (2000년 11월 27일 발표)
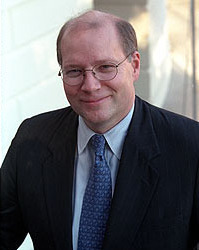
조 헤이긴 백악관 부비서실장 (운영 담당) (2000년 12월 28일 발표)
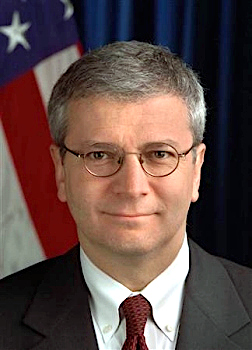
조슈아 볼튼 백악관 부비서실장 (정책 담당) (2000년 12월 28일 발표)
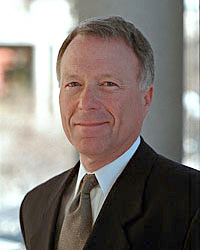
스쿠터 리비 부통령 비서실장 (2000년 12월 28일 발표)
딘 맥그래스 부통령 부비서실장 (2001년 1월 5일 발표)[55]
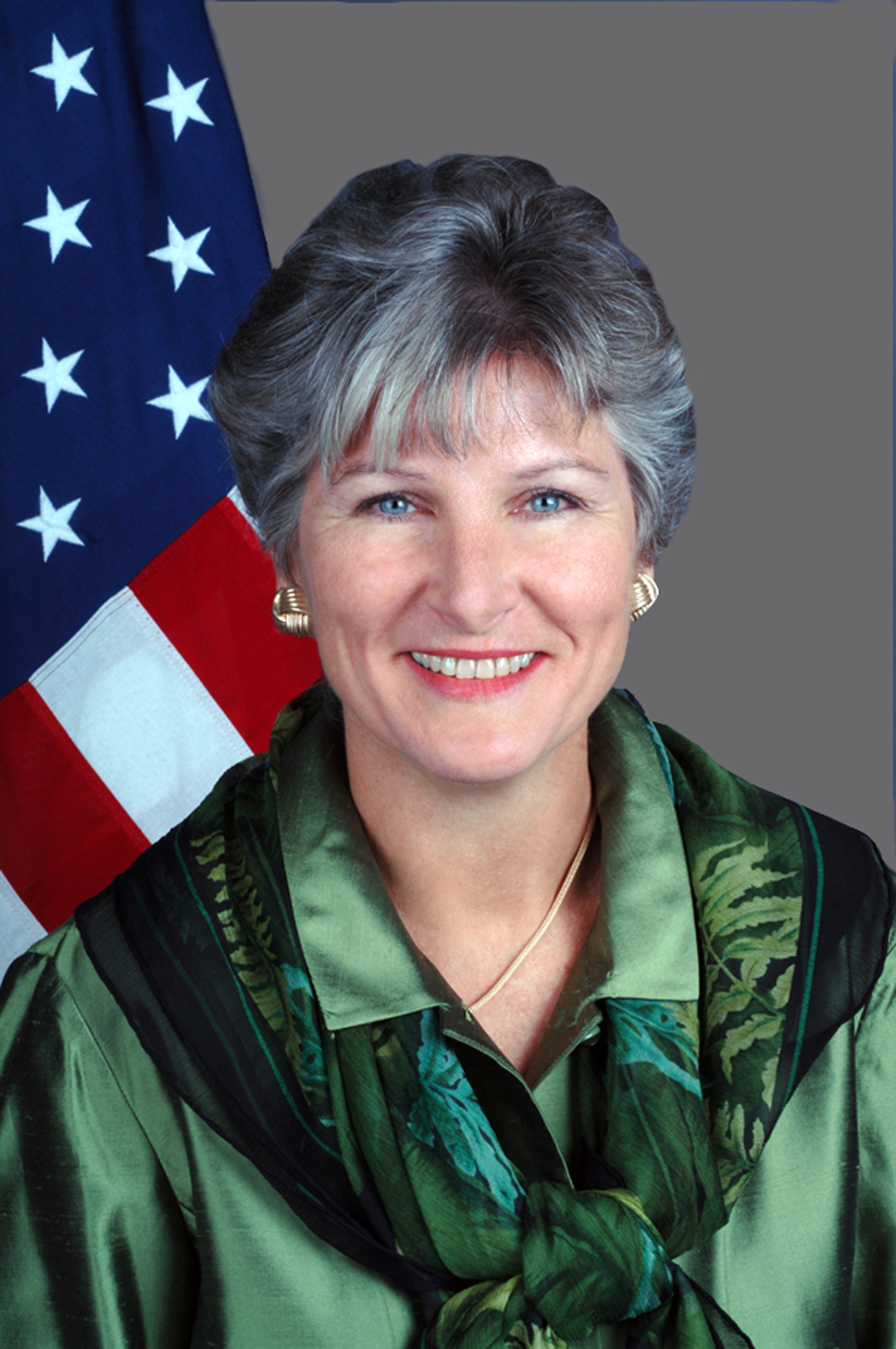
캐런 P. 휴스 대통령 고문 (2000년 12월 17일 발표)
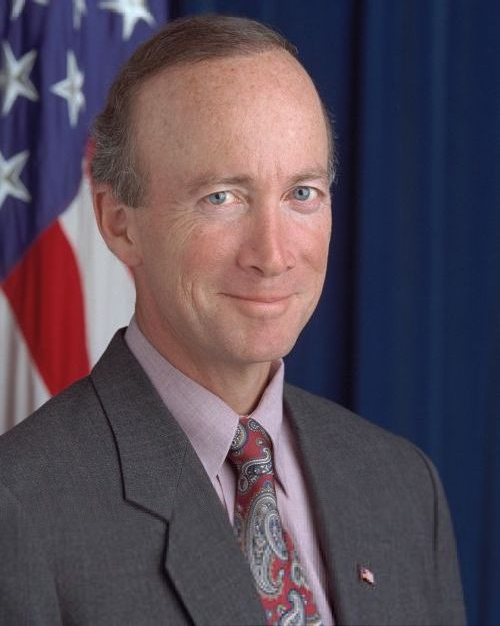
미치 대니얼스 행정관리예산국장 (2000년 12월 22일 발표)
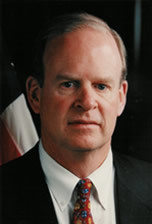
클레이 존슨 3세 백악관 인사처장 (2000년 12월 29일 발표)
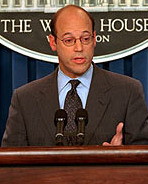
아리 플라이셔 백악관 대변인 (2000년 12월 28일 발표)
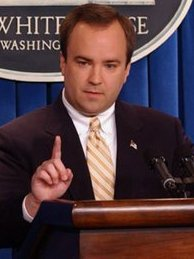
스콧 매클렐런 백악관 부대변인 (2001년 1월 8일 발표)
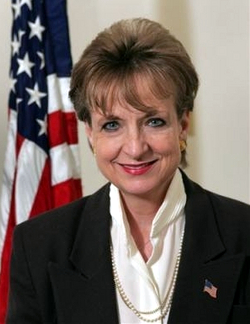
해리엇 마이어스 백악관 직원 비서 (2001년 1월 5일 발표)
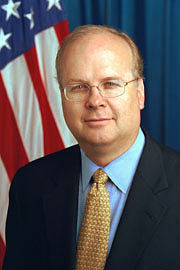
칼 로브 대통령 수석 고문 (2001년 1월 4일 발표)
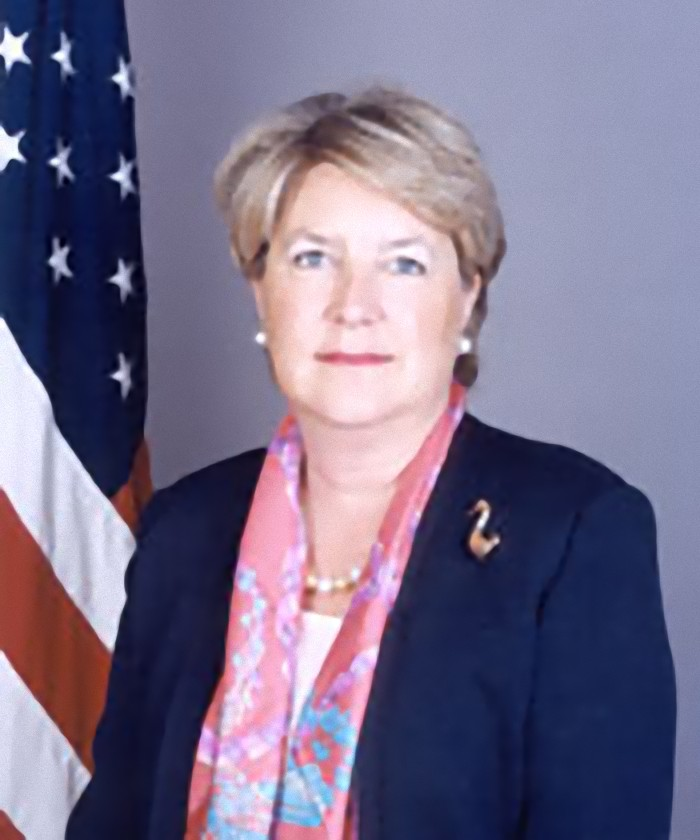
마거릿 튜트와일러 대통령 고문 및 특별 커뮤니케이션 컨설턴트 (2001년 1월 10일 발표)
니콜라스 칼리오 입법 업무 담당 대통령 보좌관 (2001년 1월 4일 발표)[55]
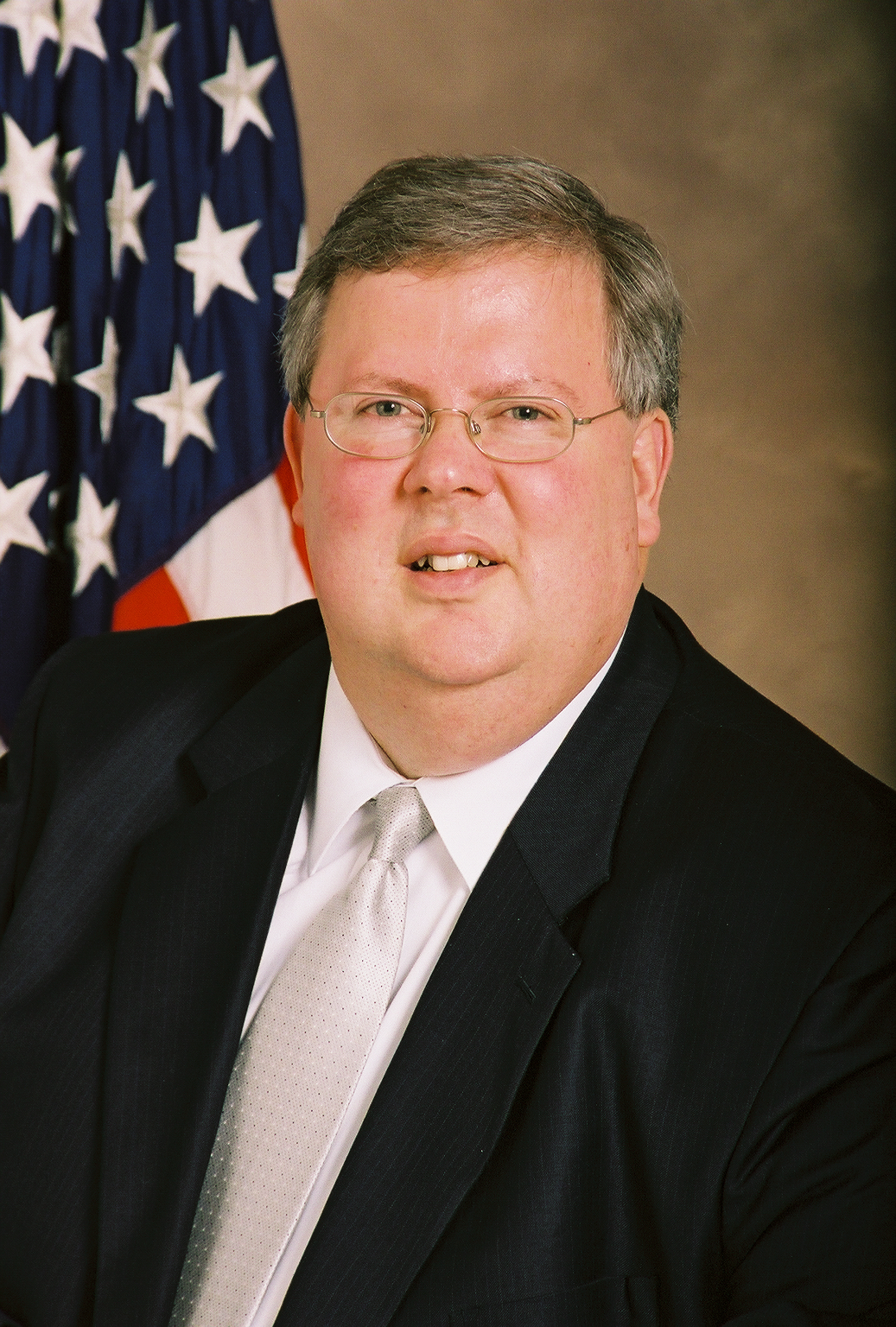
브라이언 D. 몽고메리 대통령 부보좌관 및 의전 이사 (2001년 1월 8일 발표)
앨버트 호킨스 대통령 보좌관 및 내각 비서 (2001년 1월 5일 발표)[55]
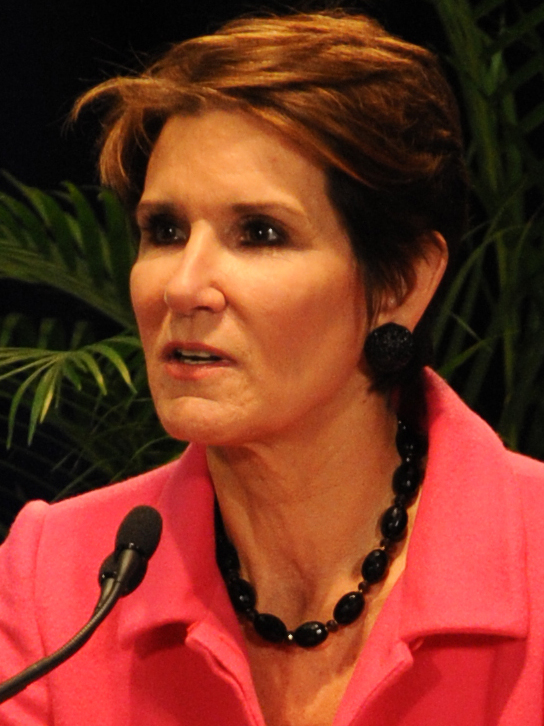
메리 마탈린 대통령 보좌관 및 부통령 고문 (2001년 1월 5일 발표)
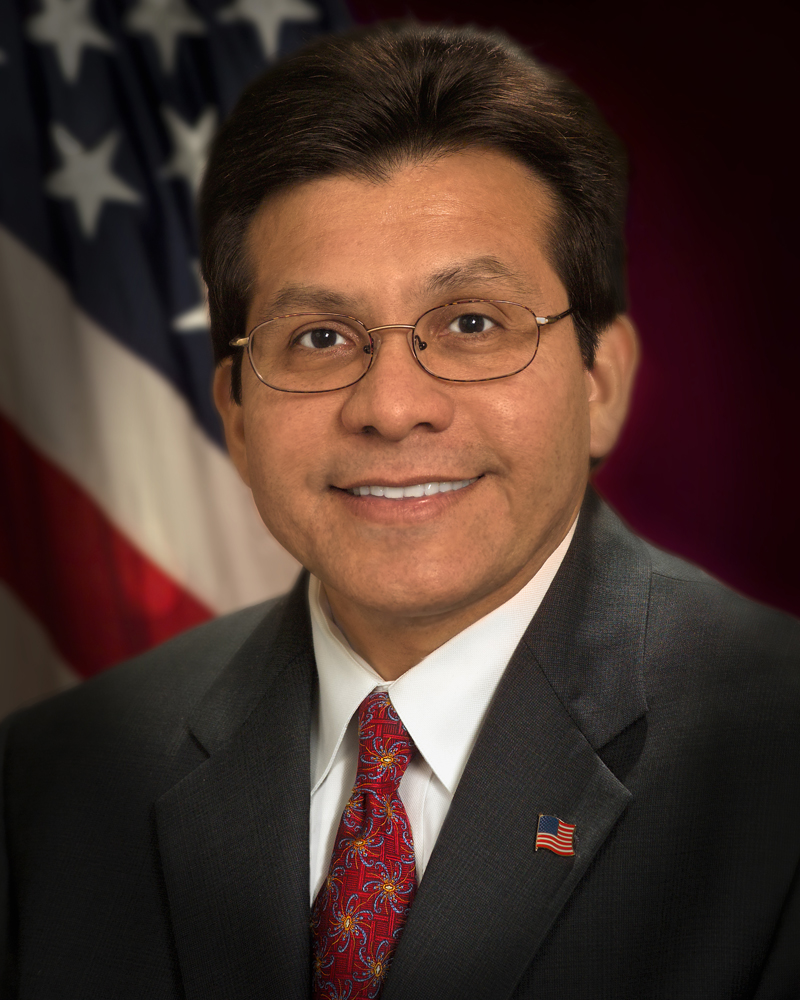
앨베르토 R. 곤살레스 백악관 법률고문 (2000년 12월 17일 발표)
티모시 플래니건 백악관 법률고문보 (2001년 1월 18일 발표)[55]
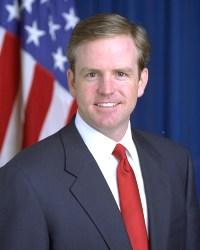
댄 바틀릿 고문 보좌관 및 대통령 부보좌관 (2001년 1월 9일 발표)
브래드 블레이크먼 임명 및 일정 담당 대통령 부보좌관 (2001년 1월 8일 발표)[55]
헥터 F. 이라스트로자 주니어 관리 및 행정 담당 대통령 부보좌관 (2001년 1월 8일 발표)[55]
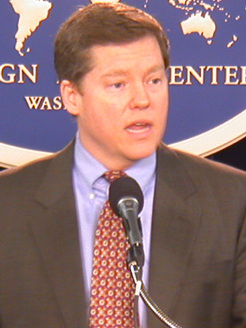
터커 에스큐 언론 업무 담당 대통령 부보좌관 (2001년 1월 9일 발표)
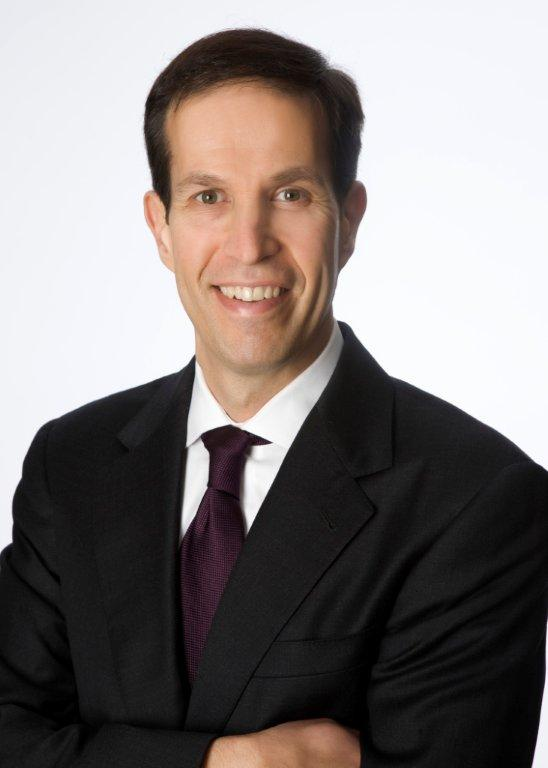
켄 멜먼 정치 업무 담당 대통령 부보좌관 및 백악관 정치 국장 (2001년 1월 9일 발표)
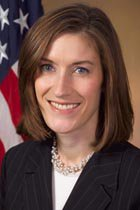
레이첼 브랜트 보조 법률 고문 (2001년 1월 18일 발표)
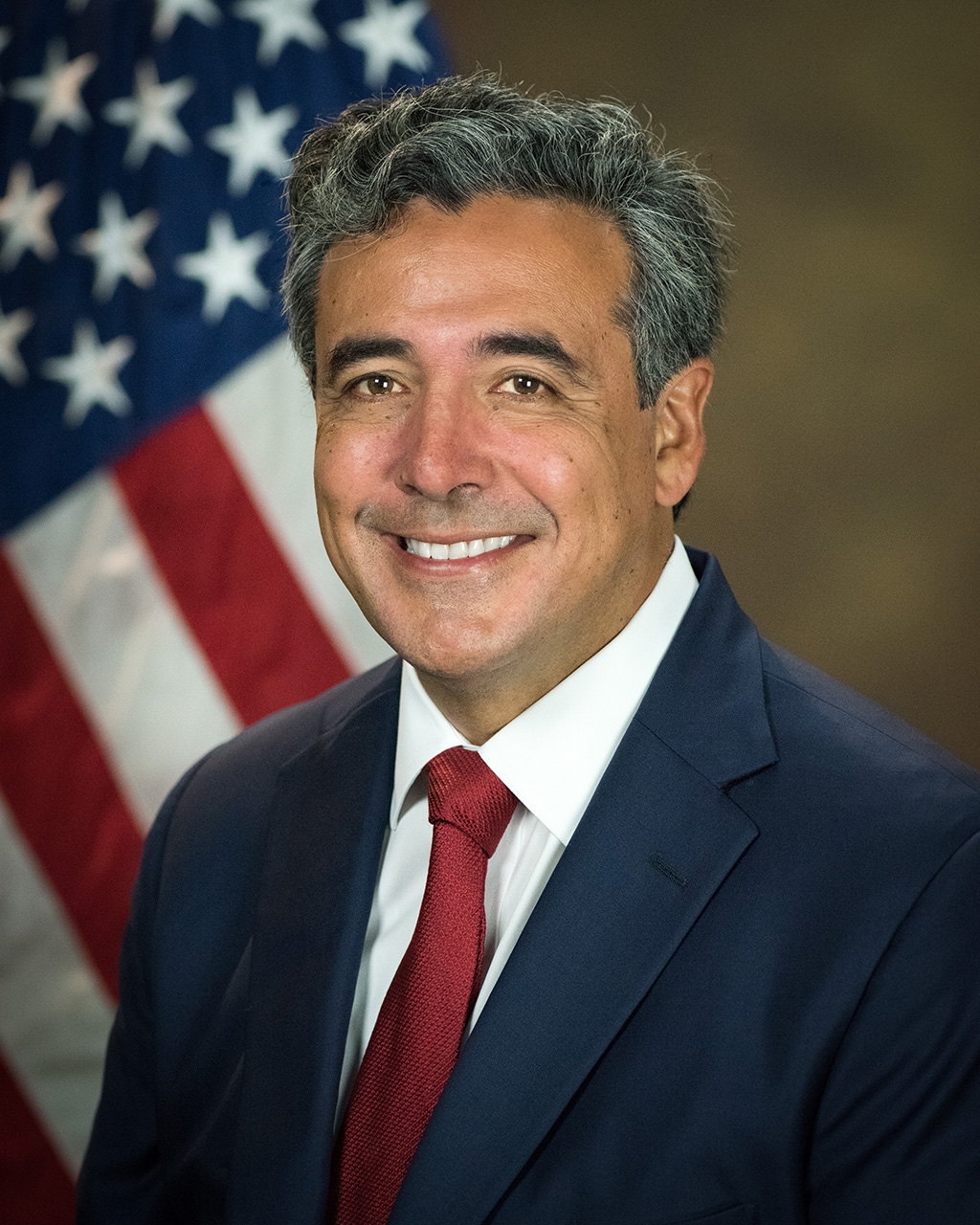
노엘 프란시스코 보조 법률 고문 (2001년 1월 18일 발표)
스콧 스포르자 대통령 특별 보좌관 및 커뮤니케이션 부국장 (생산 담당) (2001년 1월 18일 발표)[55]
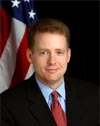
짐 윌킨슨 대통령 특별 보좌관 및 커뮤니케이션 부국장 (기획 담당) (2001년 1월 18일 발표)
H. 크리스토퍼 바르톨로무치 대통령 특별 보좌관 및 부법률 고문 (2001년 1월 18일 발표)[55]
브래드퍼드 A. 베렌슨 대통령 특별 보좌관 및 부법률 고문 (2001년 1월 18일 발표)[55]
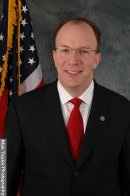
스튜어트 보웬 대통령 특별 보좌관 및 부법률 고문 (2001년 1월 18일 발표)
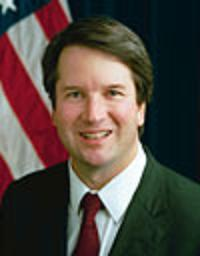
브렛 캐버노 대통령 특별 보좌관 및 부법률 고문 (2001년 1월 18일 발표)
헬기 C. 워커 대통령 특별 보좌관 및 부법률 고문 (2001년 1월 18일 발표)[55]
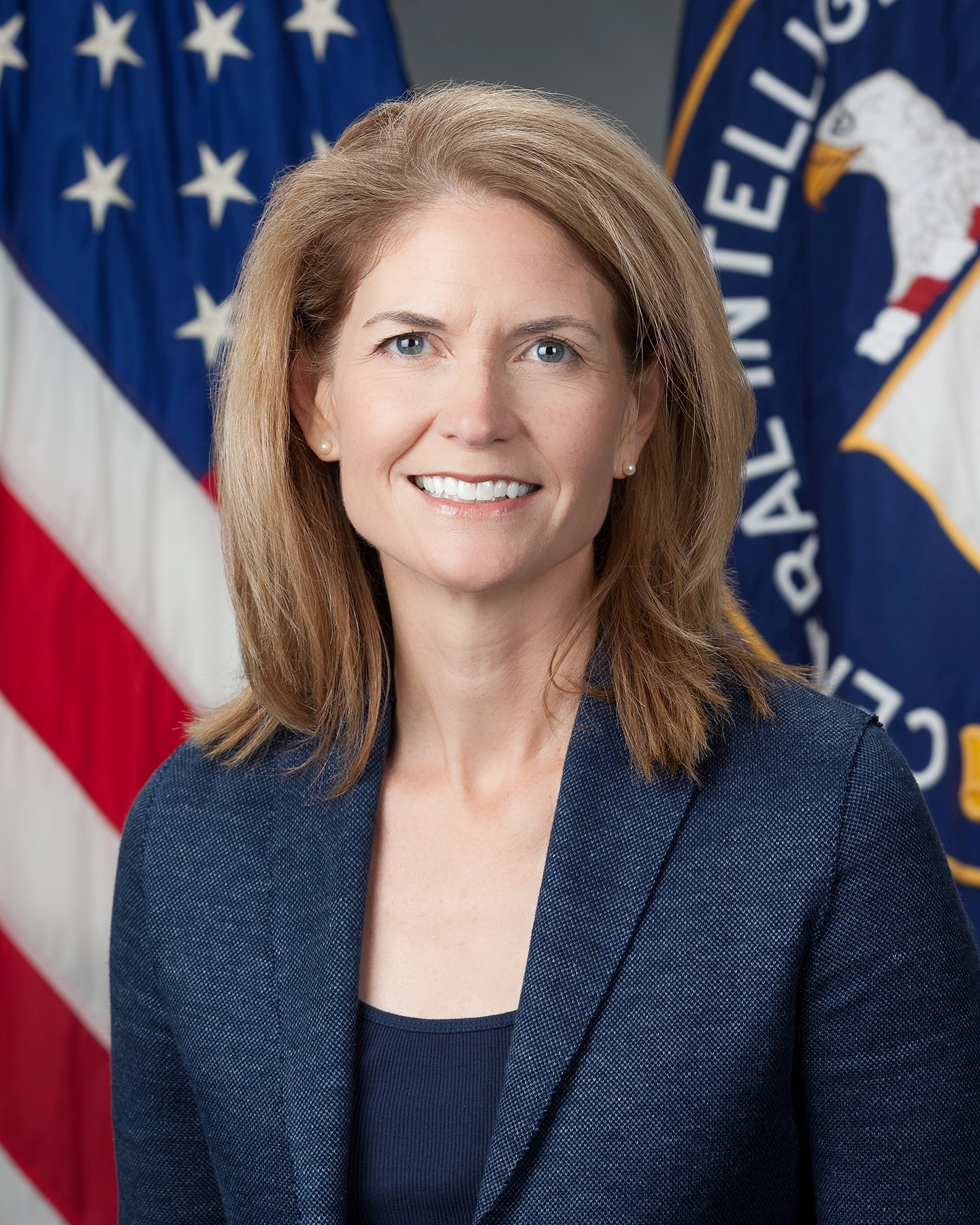
코트니 시몬스 엘우드 대통령 특별 보좌관 및 부법률 고문 (2001년 1월 18일 발표)
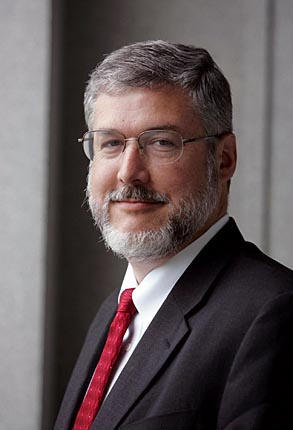
데이비드 애딩턴 부통령 법률 고문 (2000년 12월 28일 발표)
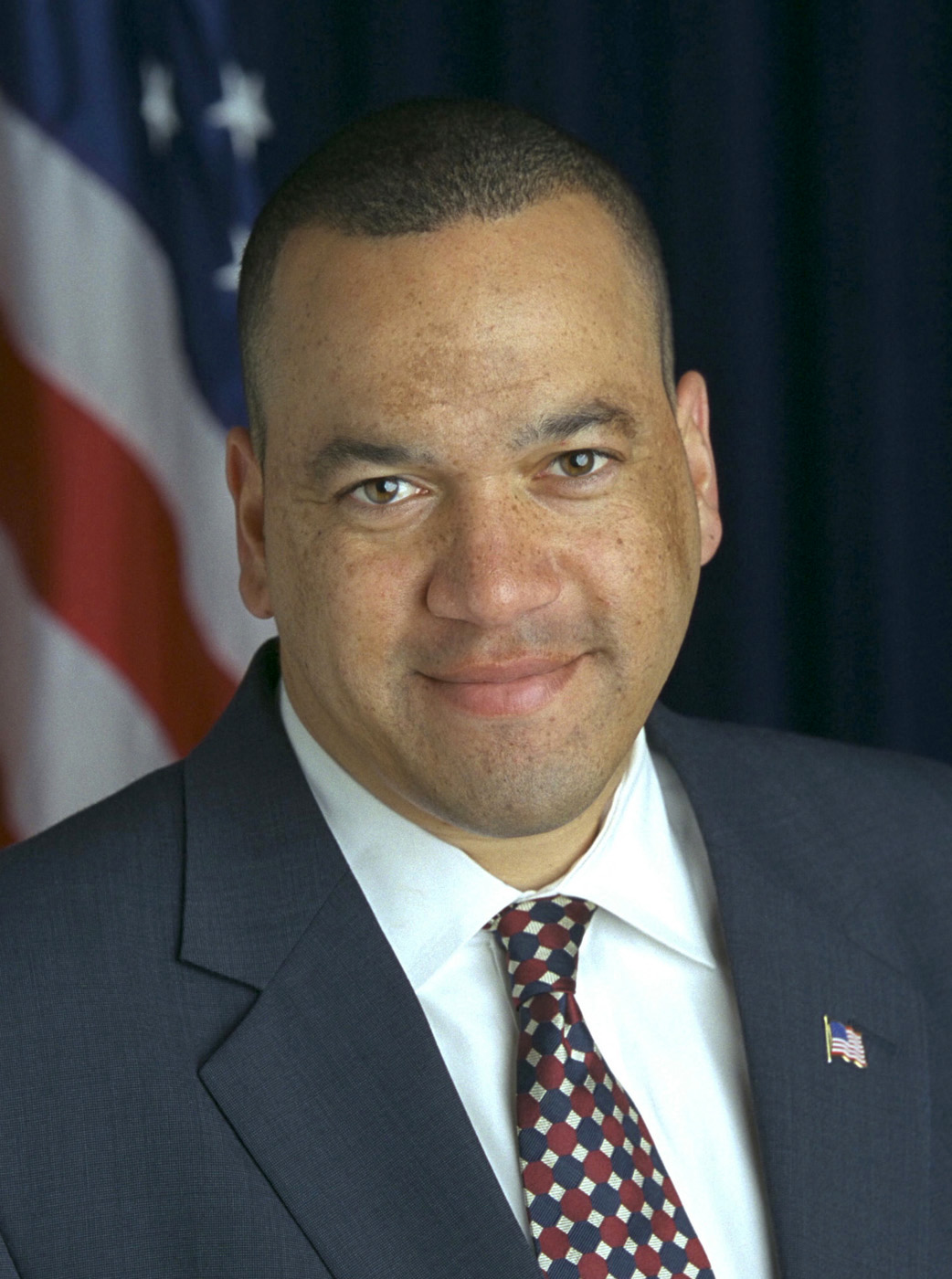
에릭 드레이퍼 백악관 공식 사진가 (2000년 1월 17일 발표)

#### 영부인 비서실

안드레아 볼 영부인 비서실장/대통령 부보좌관 (2001년 1월 8일 발표)[55]
캐서린 S. 펜튼 백악관 사교 비서/대통령 특별 보좌관 (2001년 1월 8일 발표)[55]
노엘리아 로드리게스 영부인 공보 비서 (2001년 1월 8일 발표)[55]
앤 헤일러겐스타인 영부인 프로젝트 이사 (2001년 1월 8일 발표)[55]
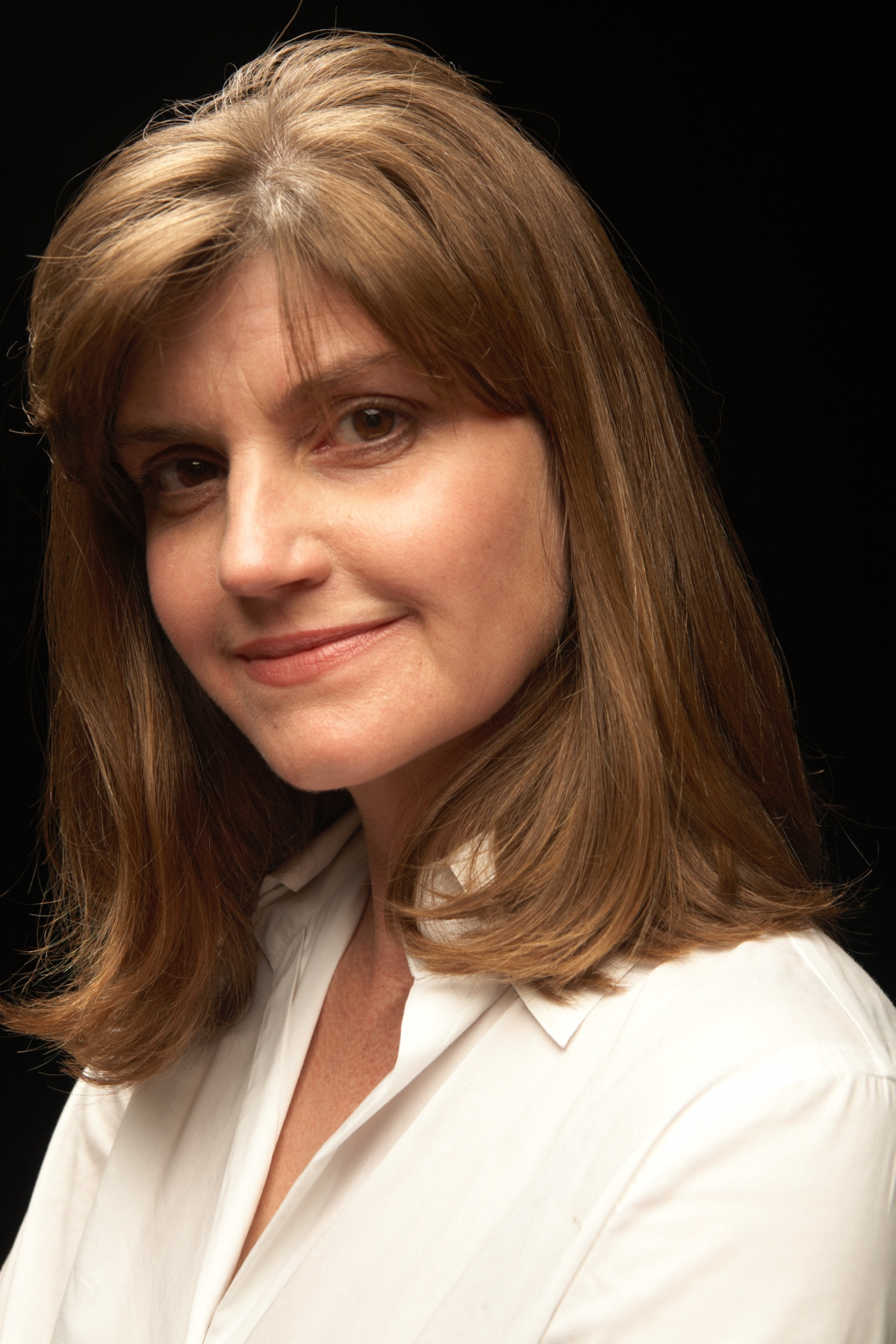
데지레 톰슨 세일 영부인 서신 담당 이사 (2001년 1월 8일 발표)
퀸시 힉스 영부인 일정 및 의전 이사 (2001년 1월 8일 발표)[55]
리아 버먼 레지던스 매니저 및 사교 비서 (2001년 1월 16일 발표)[55]

#### 세컨드 레이디 비서실

데브라 던 세컨드 레이디 비서실장 (2001년 1월 16일 발표)[55]
마르기타 톰슨 세컨드 레이디 공보 비서 (2001년 1월 16일 발표)[55]
조나 터너 세컨드 레이디 일정 및 의전 이사 (2001년 1월 16일 발표)[55]

## 여파
2022년 선거인단 개혁 및 대통령직 인수 개선법의 채택으로 대통령직 인수법이 개정되어, 조달청장이 선거 후 5일 이내에 한 명 이상의 후보자가 패배를 인정하지 않을 경우 여러 "명백한 당선 후보"에게 인수 자금을 제공할 수 있게 되었다.

### 평가
2001년 1월 28일 뉴욕 타임즈 기사에서 리처드 L. 버크 기자는 다음과 같이 썼다. 
부시 대통령이 취임 첫 주를 마칠 무렵, 저명한 공화당원들과 심지어 많은 민주당원들도 그가 지난 20년 동안 가장 질서 있고 정치적으로 기민한 백악관 인수를 주도했다고 동의한다.

2020년 CNN 기사에서 역사학 교수 토머스 발체르스키는 클린턴과 조지 W. 부시 간의 인수 (그리고 에이브러햄 링컨의 대통령직 인수와 프랭클린 D. 루스벨트의 대통령직 인수)를 "미국에 해를 끼친" "끔찍한" 대통령직 인수의 예로 들었다. 그는 선거 결과의 장기적인 불확실성, 조달청 자금 지원 보류, 그리고 물러나는 직원들의 기물 파손 및 장난 혐의를 인용했다.

## 같이 보기
- 조지 W. 부시 2000년 대통령 선거 캠페인
- 2001년 조지 W. 부시 대통령 취임식

### 인용 출처
- Burke, John P. (2004). 《Becoming President : The Bush Transition, 2000-2003》. Boulder, Colo.: Lynne Rienner Publishers. ISBN 1-58826-292-8.